# 宁波历史

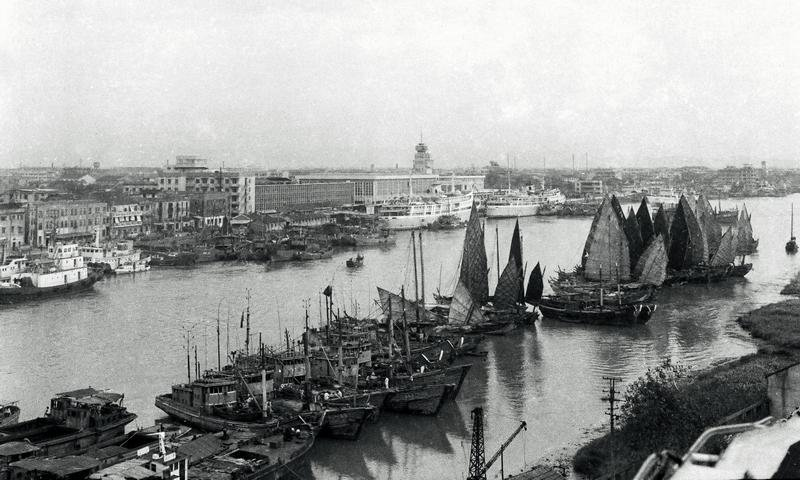
宁波江北岸，摄于20世纪20年代

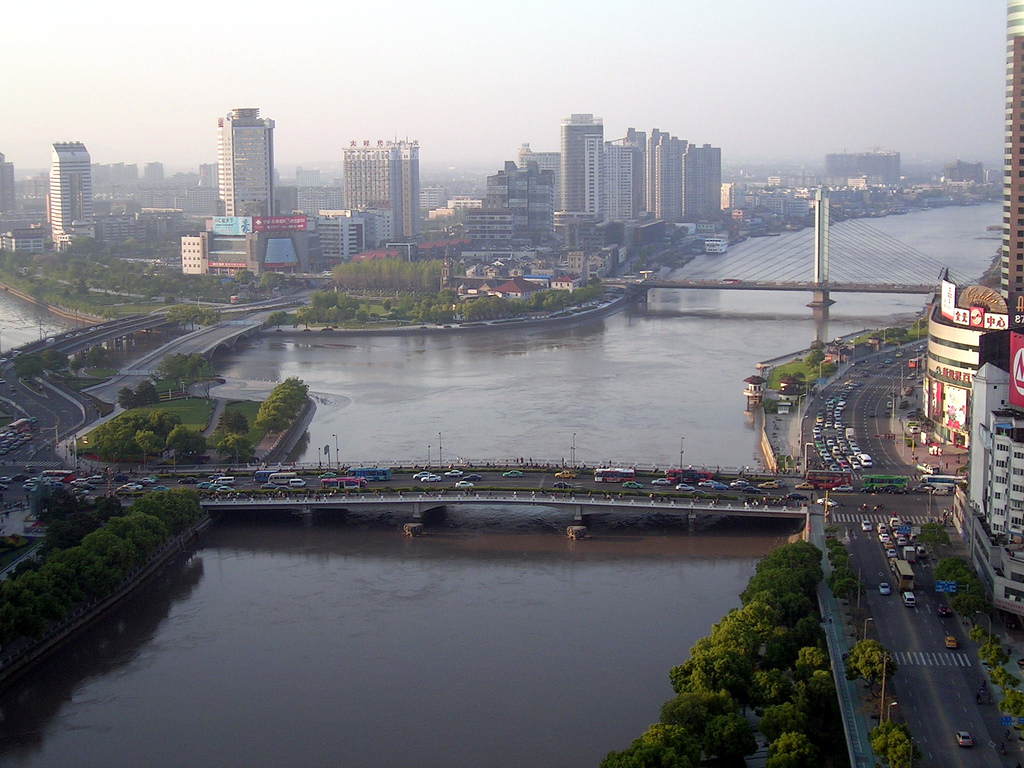
宁波三江口，摄于2007年

宁波历史可以追溯到8300年前的井头山遗址。距今7000年前的河姆渡文化载宁波形成了多处遗址。春秋战国时，越王勾践始建句章城。秦朝时，宁波属会稽郡，下辖鄞、鄮、句章3县。六朝时，佛教传入宁波，至今仍有较大影响。唐朝，称宁波为明州，市域范围逐渐形成，与当代宁波城市格局相近的城市规格也在那时形成。同时，宁波依赖地理优势成为全国最大的开埠港口，与日本、高丽均有非常频繁的贸易往来。五代时，宁波属吴越国。吴越王钱镠的富民政策发展了宁波的经济。宋代，以王安石为代表的一批大学者使得宁波开始确立“耕读传家、商儒并生”的传统，本土的四明学派开始出现。建炎南渡後長江下游人口及經貿活動增加，使得寧波發展為轉口貿易港，來自南方與日本的貨物都經其集散流通。宁波的航运在明代時候，受海禁政策和倭寇的雙重影響而有所衰败，同時，作为重要的商业力量的宁波商帮也在此时出现。清代，宁波出现了全国闻名的著名学派浙东史学，与西方的交流也日渐频繁。鸦片战争后，1844年，宁波开埠。外资的进入使得宁波本土经济受到重创。此时，宁波商帮开始转变为近代商人并将新兴的上海作为主要活动地点，对上海的城市建设和上海的文化产生了重要的影响。中华民国时期，宁波经历战乱，经济发展起伏很大。中华人民共和国成立后，由于宁波靠近台湾，因而成为对台作战的前哨和东海舰队驻地，经济发展几近停滞。改革开放以后，宁波在众多优惠政策和海内外宁波帮人士的帮助下开始迅速发展。

## 远古文明

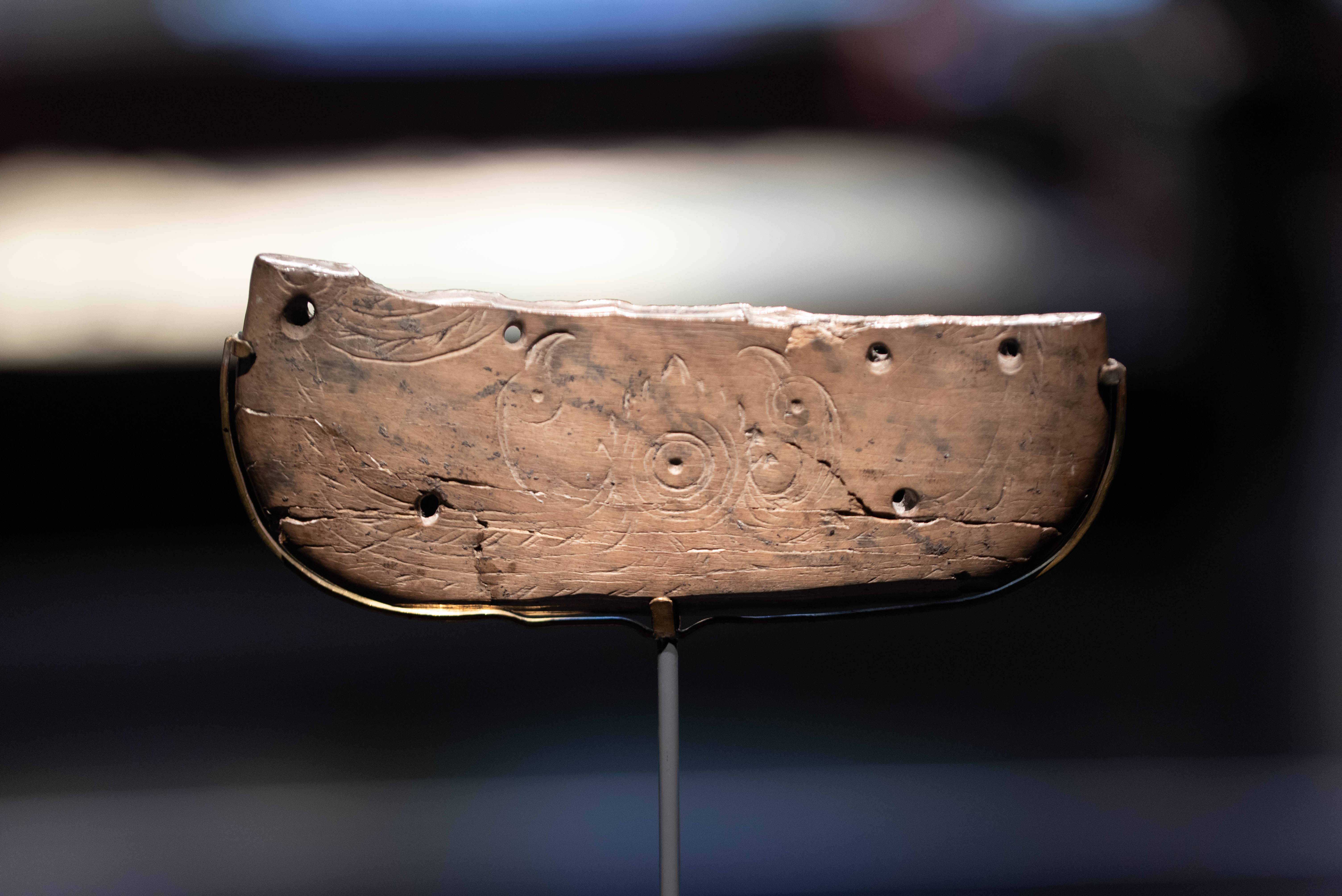
河姆渡文化代表文物——双鸟朝阳纹牙雕

宁波所辖地域最早的遗址为位于余姚的井头山遗址，距今8300年，遗址中发掘出大量已食用的贝壳，证明当时的先民已在捕食海产品并食用稻米。距今7000至6500年的河姆渡文化在宁波形成多处遗址，以河姆渡遗址和田螺山遗址为代表，出土了大量的栽培稻谷、耕作农具、干栏式建筑遗存和家养牲畜遗骨以及原始宗教用品。这些遗址证明，早在7000年前，宁波所在的宁绍平原东部已经有人类活动，并且文化达到了一定的水平。公元前5000年至4000年左右发生的卷转虫海侵使得河姆渡人一部分迁移到琉球和中南半岛等地区，另一部分人则进入地势较高的会稽山、四明山等地区。奉化发现的名山后遗址证明，河姆渡文化之后，在苏南、浙北地区形成的良渚文化开始影响宁绍平原，形成“良渚文化名山后类型”。此后，宁波进入吴越文化时期。

## 夏商周至六朝

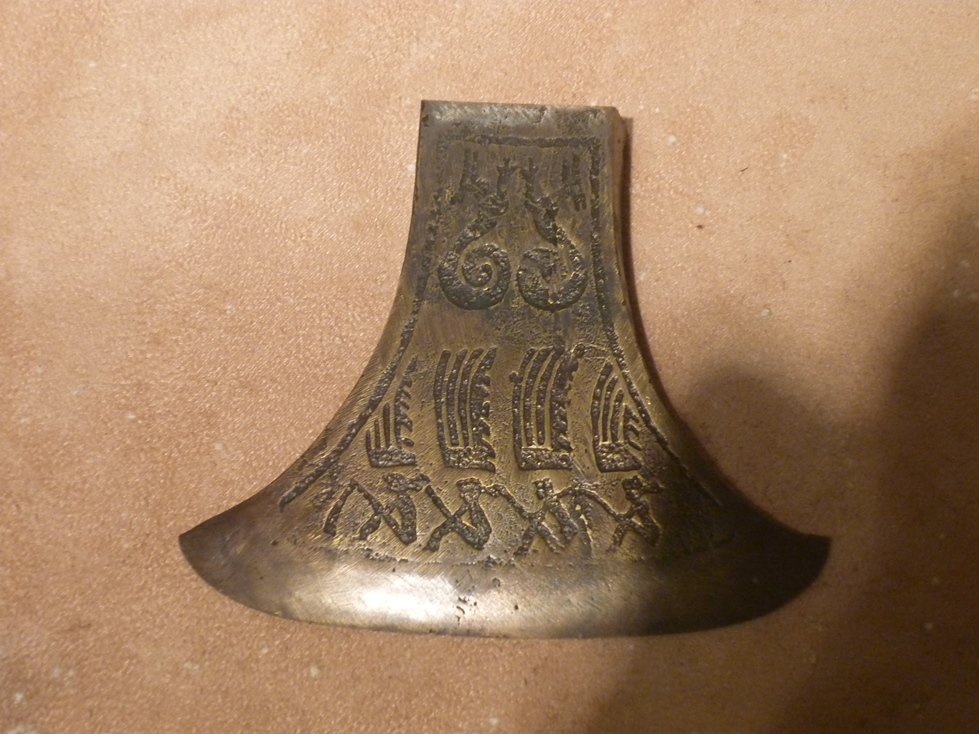
鄞州云龙甲村出土的战国“羽人竞渡”铜钺

### 行政区划
宁波的行政区域在唐代以前屡次更迭，但是始终没有形成一个完整的地域概念。《读史方舆纪要》载，夏时，宁波所在地称为为鄞。根据《尚书》中《夏书·禹贡》记载的古九州，宁波属于扬州。春秋时，宁波为越国地，战国中期以后为楚国辖地。前473年（周元王三年），勾践筑句章城，据考证，城址位于今宁波市江北区慈城镇城山渡村附近。这是宁波境内最早的城池。前221年，秦统一六国，宁波大部属会稽郡，置鄞、鄮、句章3县（一说鄞、鄮、句章、余姚4县）。西汉初年，宁波所辖地域属于吴国。七国之乱平定后，吴王刘濞兵败被杀，恢复会稽郡。280年（西晋太康元年），始设宁海县，属临海郡。

### 人口与经济
晋代之前，宁波地区人口相当稀少。史料和考古证实，晋代时的句章县只有几千人生活。东晋时期，大批北方移民迁移到江南地区。这些移民将北方先进的农耕经验带到南方。刘宋时期，山阴县大量农民迁移到余姚县、鄞县和鄮县，围垦湖田，促进了宁波的农业生产。

### 佛教传入
佛教在三国两晋南北朝时期开始影响宁波。238-251年（吴赤乌年间），印度僧那罗延至五磊山修行。239年（赤乌二年），太傅阚泽舍句章私宅建立普济寺，甬上始有佛寺。282年（西晋太康三年），僧慧达结茅玉几山乌贼岙，300年（永康元年）僧义兴结茅今太白山东侧谷地。这是宁波现存阿育王寺和天童寺的起源。

### 军事
句章港在春秋时期曾经是越国的军港，延续到西汉。132年（东汉阳嘉元年），为防范曾旌起义军，浃口（今镇海口）首设戍驻兵。这是宁波海防的开始。401年（东晋隆安五年），为防御孙恩起义军，刘牢之在三江口建筑军事防御的土城，后因土墙上生筱竹，后人称为筱墙。至今宁波仍然有筱墙巷的地名。

## 隋唐五代

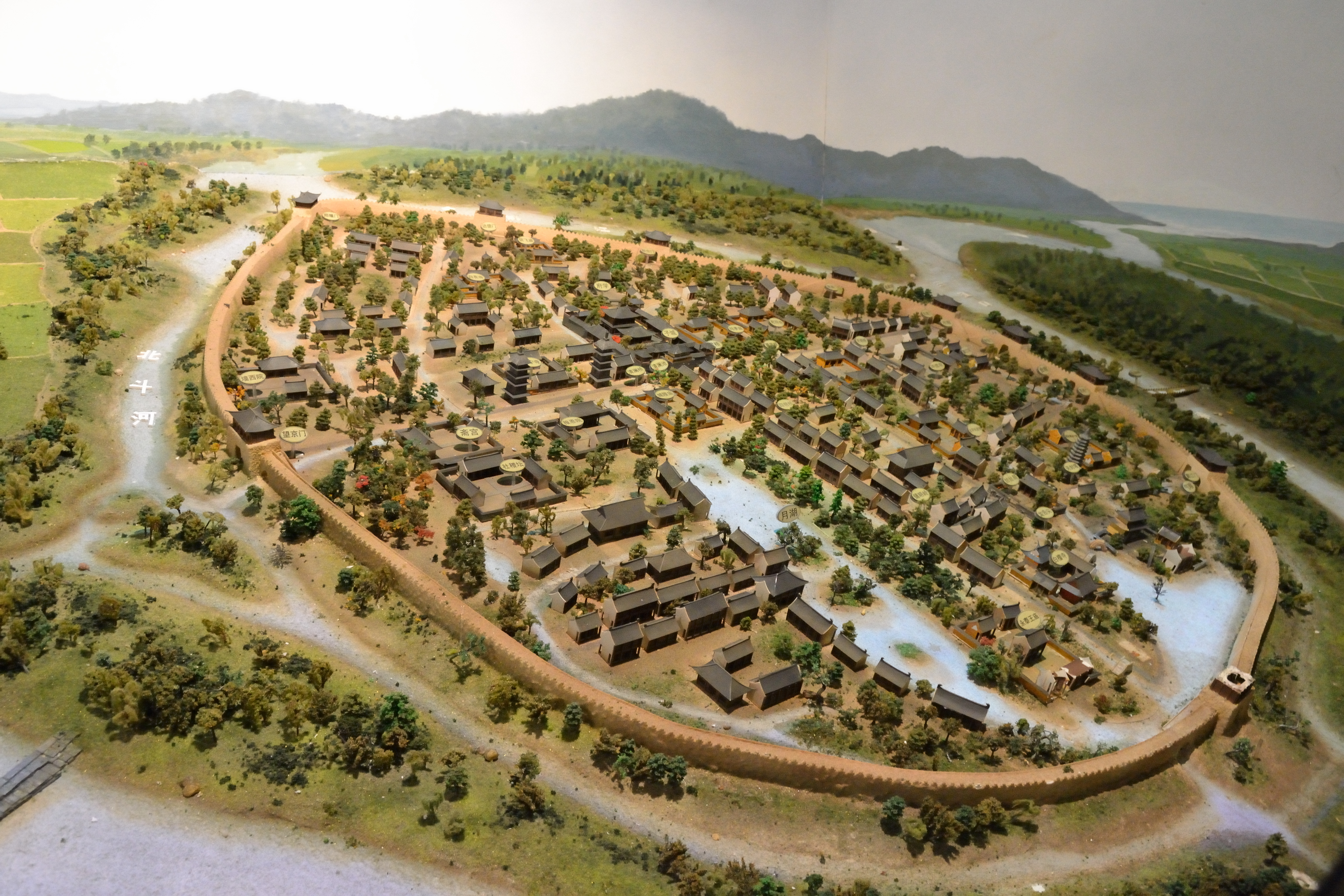
唐代明州城模型

隋唐时期，宁波正式建制。当代宁波市所辖范围在当时已经基本建制。同时，宁波市内许多延续至今的建筑和地名也来自于这个时期。

### 明州建置
589年（隋开皇九年），并句章、鄞、鄮、余姚4县为句章县，设治小溪，隶属于吴州。605年（大业元年），改吴州为越州。607年复改会稽郡，句章隶属未改。621年（唐武德四年），原句章、鄞、鄮3县地置鄞州。这是宁波历史上建州之始。625年改称鄮县，属越州。738年（开元二十六年）设明州，辖鄮、慈溪、奉化、翁山4县，州治小溪（今宁波市海曙区鄞江镇）。据称，“明州”名称的来源与四明山有关。742年（天宝元年）改名余姚郡，758年（唐乾元元年）复名明州。与此同时，705年（唐神龙元年），置象山县，初隶台州，764年（广德二年）划隶明州。809年（元和四年）置望海镇，即今镇海区和北仑区所在地。897年（乾宁四年），改名静海镇。就此，宁波市和市域各县市基本建制。

### 城市建设

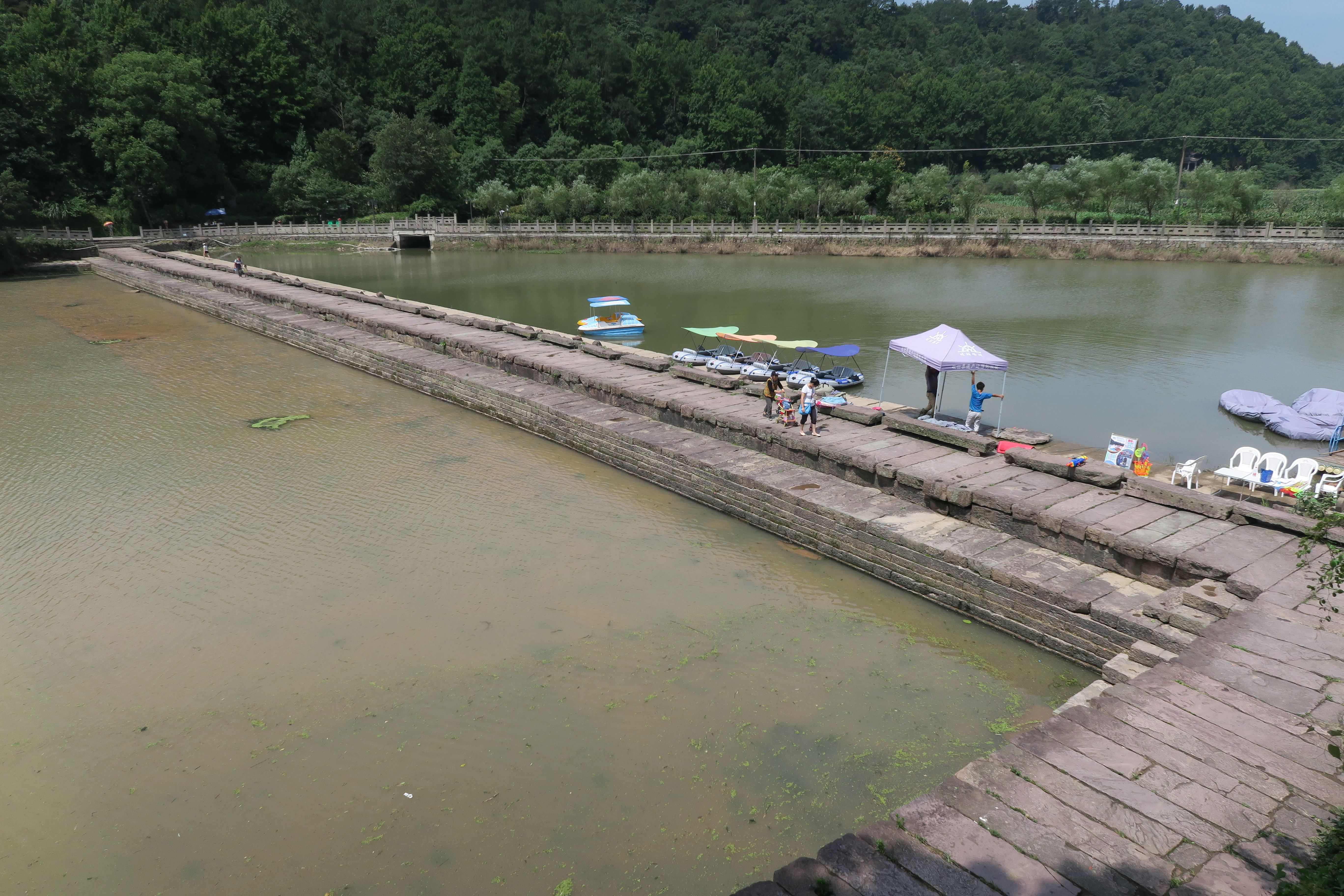
唐代始建的它山堰

821年（长庆元年），明州刺史韩察将明州州治迁到三江口，并筑内城，标志着宁波建城之始。唐子城南城门现为宁波鼓楼。898年（乾宁五年），建造罗城（即外城）。这是宁波历史上第一座大型城市城墙。在此前后，明州境内许多标志性建筑和工程建成。这其中，许多工程经过历代修缮重建，得以保留到今日。
636年（唐贞观十年），明州凿成日月两湖，其中的月湖成为日后宁波的文化重地。695-696年（武周天册万岁、万岁登封年间）首建天封塔。该塔日后成为宁波旧城的标志。823年（长庆三年），于奉化江筑东津浮桥，因竣工时天现彩虹，定名灵见桥，又名灵桥。这是宁波最早的跨江浮桥，民间称为老江桥。833年（太和七年）筑它山堰。从此，明州城解决了内河水盐化的问题。它山堰至今仍在发挥作用。851年（大中五年），国宁寺（后改天宁寺）建成。寺门两砖塔中右塔（称咸通塔）得以保留至今日。897年（乾宁四年），镇海地修建后海塘用于抵御海潮。这一海塘经过历代修缮，直至20世纪60年代仍在使用。

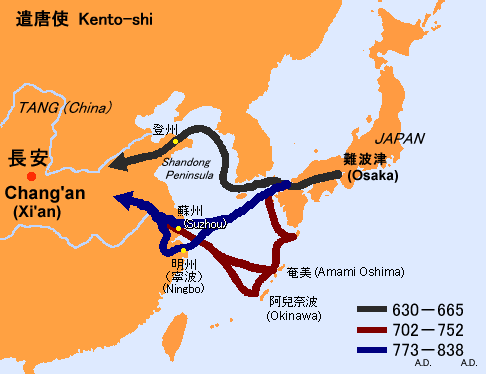
遣唐使航路

### 港口、航运与对外贸易
唐代，明州港成为全国最大的开埠之港。伴随着港口的日益繁荣，明州的对外交流与贸易也日益繁荣。744年（天宝三年），鉴真第3次东渡日本受阻，休整于明州阿育王寺。752年（天宝十一年），日本孝谦朝3艘遣唐使船舶停靠明州。这是宁波历史上首次停泊遣唐使船舶。自该年至838年（开成三年），共有7艘遣唐使船舶停靠明州港。842年（会昌二年）春，商人、航海家李邻德自明州港驾商船赴日本。这是最早的赴日贸易的记载。
五代时，宁波属吴越国。909年（后梁开平三年，吴越天宝二年），吴越王钱镠升明州为望海军。吴越国实施“保境安民”和“开拓富民”的政策。苏轼曾经写道：“……吴越地方千里，带甲十万，铸山煑海，象犀珠玉之富，甲于天下，然终不失臣节，贡献相望于道。是以其民至于老死不识兵革，四时嬉游歌鼓之声相闻，至今不废，其有德于斯民甚厚。”。

## 宋代

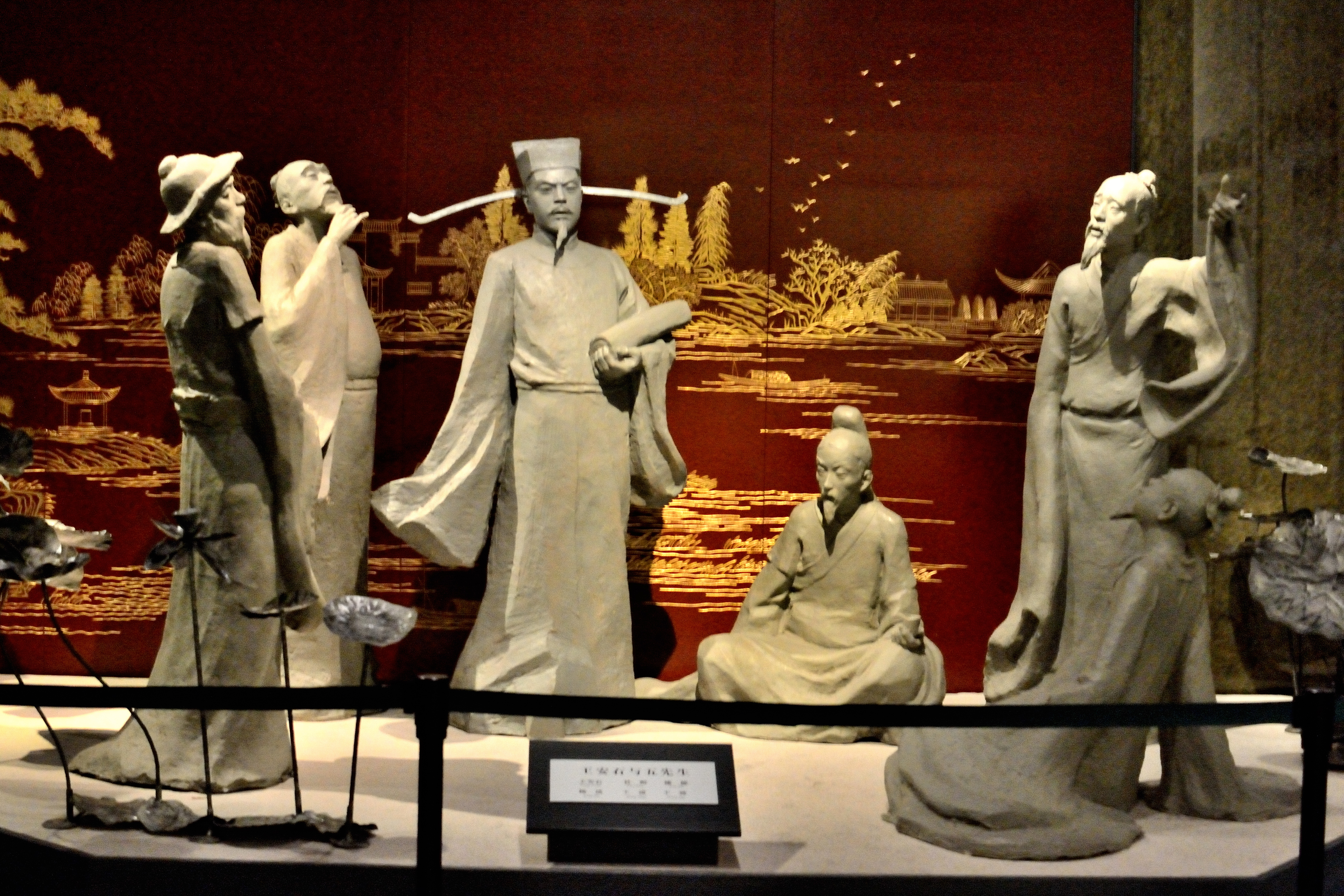
王安石与庆历五先生

宋代，明州经济有了进一步发展。北方边境的战事进一步提高了明州港作为江南港口的地位。随着以王安石为代表的一批文人官员的上任，明州的文化教育开始发展。1130年二月初三，南下金军占领明州17天，州城内建筑多被焚毁，成为宁波古代史上最大的浩劫。南宋建都临安之后，1195年（南宋庆元元年），宋宁宗赵扩赐明州年号庆元，升为庆元府。明州依靠大批北方南迁人口带来的文化和人才以及邻近首都的地理优势和长期的贸易传统，发展经济和文化，本土学派四明学派开始产生。

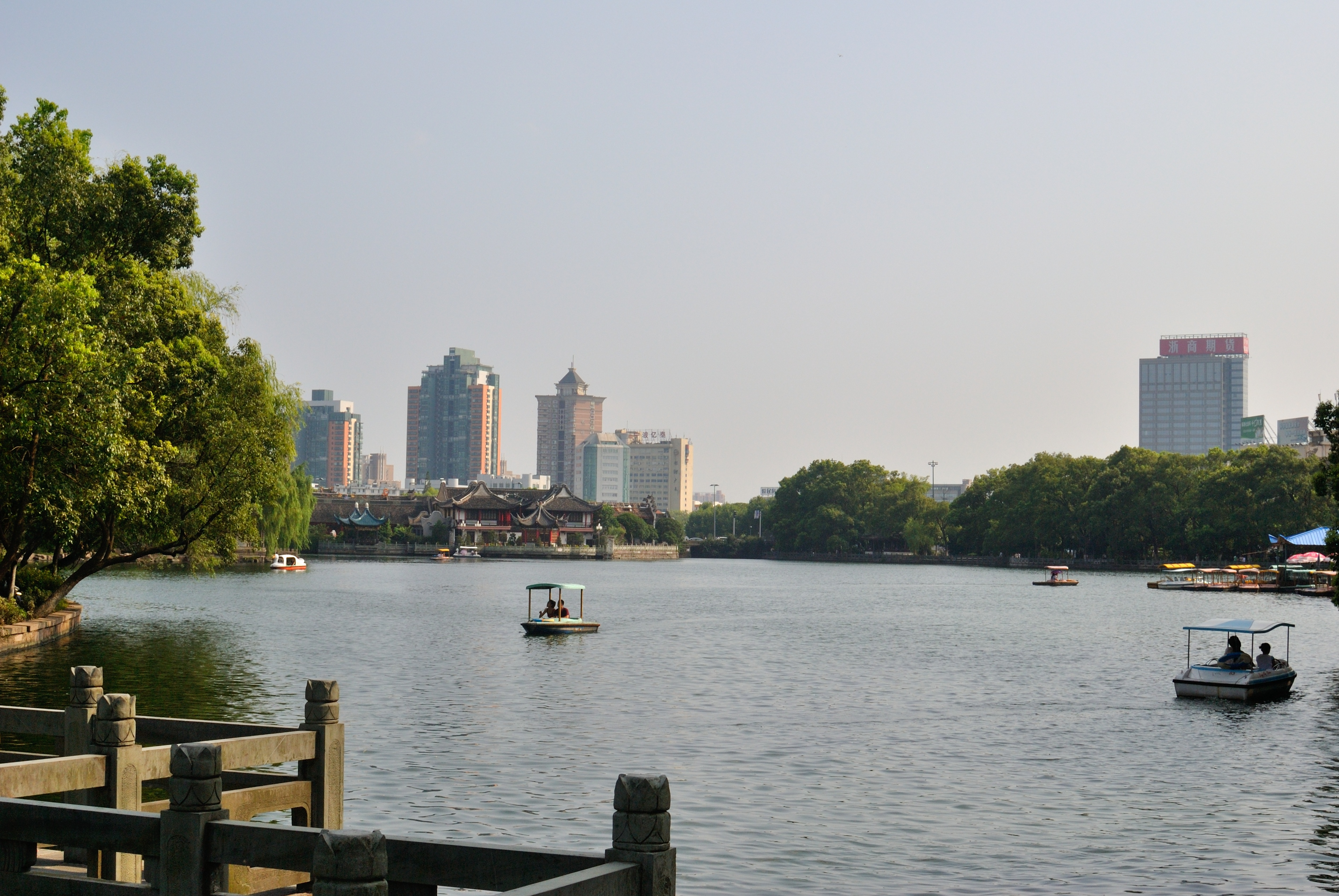
月湖在宋代成为宁波的学术中心

### 文化与学术
1047年（北宋庆历七年），王安石任鄞县令。任上重新划定东钱湖界，兴修水利，降低捐税。同时，在孔庙兴办县学，倡导经世实用之风，与“庆历五先生”杨适、杜醇、楼郁、王致、王说一道探讨学问，推广教育。宁波的官方文化教育事业从此开始。一般认为，宁波民间形成的“田家有子皆习书，士儒无人不织麻”的风气，就从那时开始。另一位任职宁波的著名文人是曾巩。1078年（元丰元年），曾巩知明州，疏浚月湖。此后，月湖成为明州（庆元）的学术中心。靖康之乱以后，大批北方望族开始南迁，众多名门望族的到来使得宁波拥有了大批优秀人才。据《浙江通志》记载，南宋时期，宁波共拥有进士983人，占全省的17%。南宋时期，“甬上淳熙四先生”杨简、袁燮、舒璘、沈焕在月湖讲授和研讨陆九渊的心学，形成明州第一个本土学派——四明学派。鄞县史氏家族诞生的众多官员使得当时的朝廷“一朝紫衣贵，皆是四明人”。

### 港口与贸易

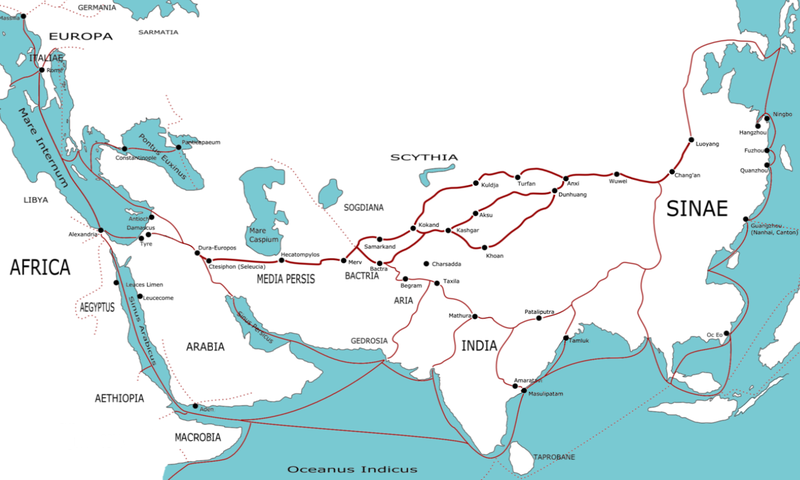
丝绸之路，宁波为海上部分重要的起锚港

伴随着江南的开发，明州（庆元）的对外贸易和港口进一步发展。999年（北宋咸平二年），起海关作用的明州市舶司成立。北宋时期，随着契丹和西夏对北宋疆域的进犯，北方港口式微。明州港作为江南港口，地位日渐重要，与高丽、日本、东南亚和阿拉伯世界都拥有贸易联系。同时，为了方便官方进贡和外交，明州造船业业日渐发达，能够修造吨位万斛的船舶。1123年（北宋宣和五年），宋徽宗在招宝山下造两艘“万斛神舟”从明州启航出使高丽；到达后，高丽“万民吹呼出迎”。返航途中，船队遭遇巨浪。传说当时给事中路允迪向妈祖祈祷，后顺利抵达定海。宋徽宗因此赐妈祖庙额为“顺济”，即返航船舶的船名。妈祖从此从民间信仰进入官方祭祀范围。 伴随着贸易的还有文化交流。日本佛教临济宗、曹洞宗均从明州传入日本。

### 海防
由于北方战事和国内矛盾，明州也加强了海防。1133年（南宋绍兴三年），沿海制置司设立于定海（今镇海），主管官员为沿海制置使，辖温、台、明、越四郡。这是中国历史上第一个海军衙门。

## 元代

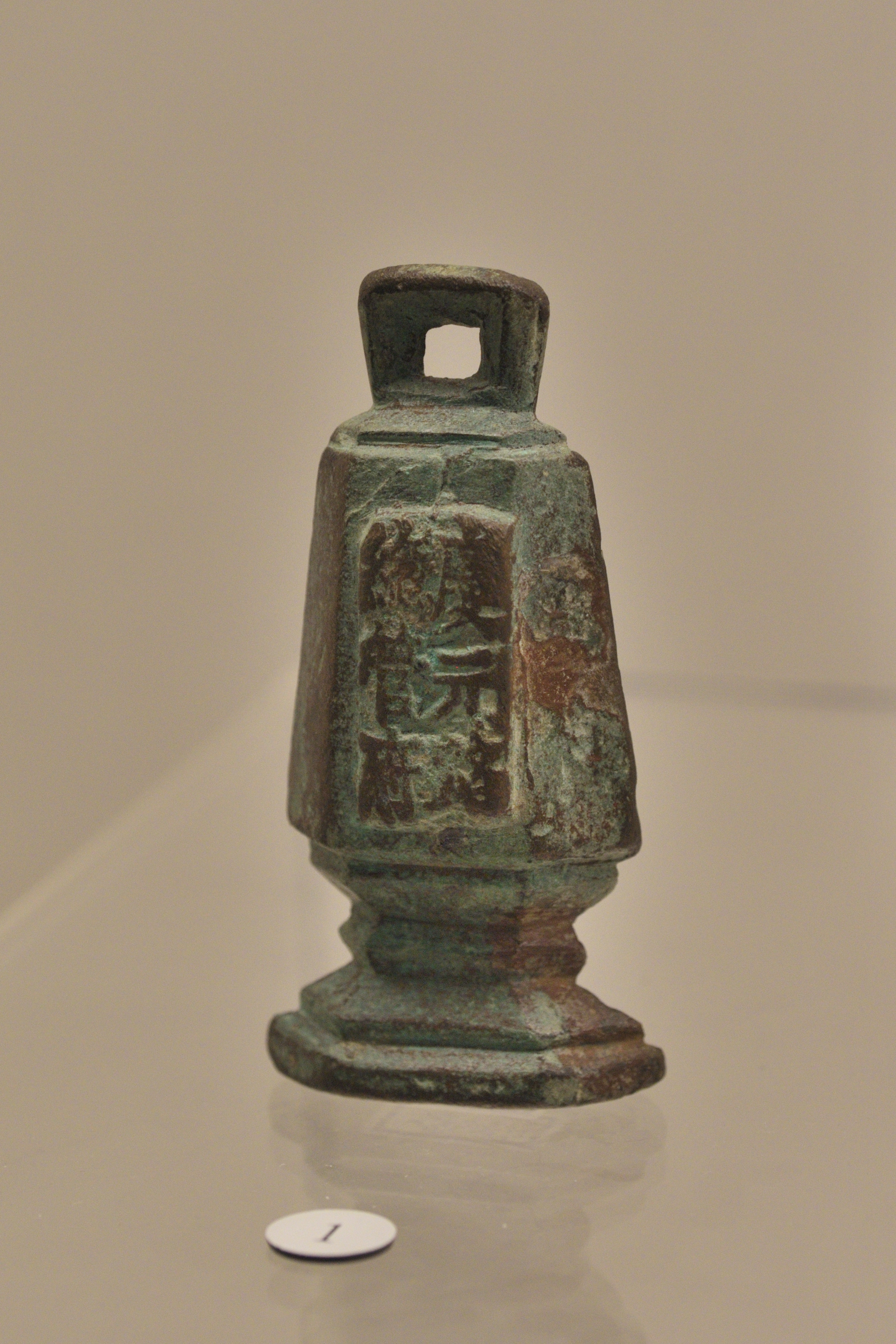
庆元路总管府印

忽必烈定都北京后，南宋将领张世杰在庆元抵抗蒙古入侵失利，败走。1276年（元至元十三年），元朝政府改庆元府为庆元宣尉司，次年改为庆元路总管府。元代，庆元抵抗元朝统治的斗争不断，一定程度上影响了商业的发展。但是，元朝政府的重视使得庆元的市舶机构有了较大扩张。由于地理位置的重要，庆元成为元朝重要的军港。文化上，浙东历史考据之学也从元朝开始兴起。

### 军事
宁波地形复杂，地理位置重要，又与高丽、日本拥有便捷的航路，因此，元朝政府加强了对庆元的军事控制。浙东宣慰使都元帅府、浙东海右道肃政廉访司分司、沿海翼上万户府和蕲县翼上万户府先后设立或迁往庆元。1281年（至元十八年），元军从庆元启航试图攻打日本，但在到达日本后遭遇台风，不得不返航，船只大部沉没，损失惨重。

### 对外交流与贸易

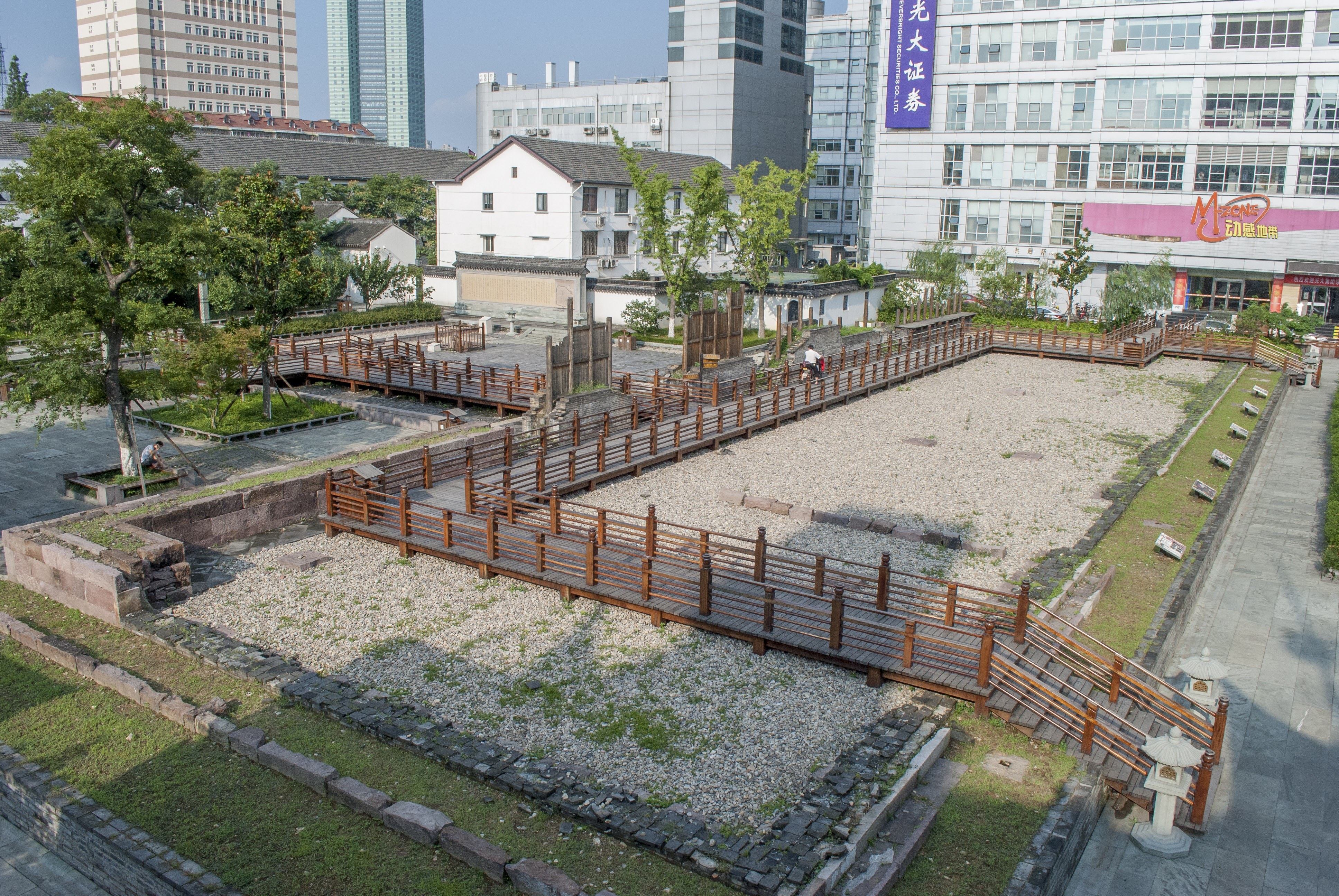
元代庆元路永丰库遗址

元朝较少抑商，又由于所辖疆域广大，路上贸易通路便捷，这时的对外贸易仍然有较大的发展。当时的庆元市舶司一度下辖温州、上海、澉浦多处市舶机构并直属于中书省。2002年发掘的永丰库遗址证实，宁波在元代已成为南北货物的集散地和重要的对外贸易港口。

### 方国珍割据
1348年（至正八年），黄岩人方国珍等起兵海上反元，在庆元屡屡击败官军。1357年，方国珍获得元江浙行省左丞职务，将活动的中心改为庆元，割据一方，并采用保境安民的政策，使得庆元在当时全国动乱的背景下较为安定。1367年（至正二十七年）12月，方国珍起义军归降朱元璋，庆元路重新更名明州府。

### 学术发展
宋末元初，浙东历史考据之学兴起，其代表是鄞县学者王应麟。王应麟一生著成700余卷书，其代表作为《通鉴地理通释》。王应麟的研究方法和研究成果为明清时期众多学者树立了榜样，在中国史学研究中获得了较高的地位。

## 明代

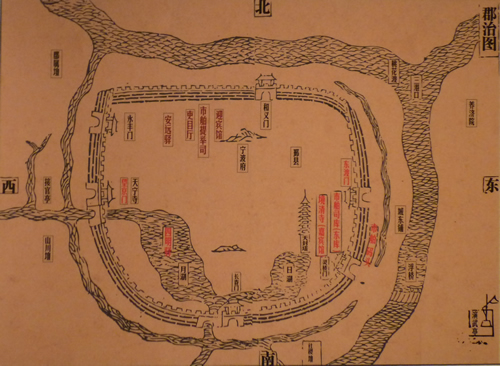
明代宁波市舶机构分布

为避国号讳，1381年（明洪武14年）3月20日，明州因辖有定海县，取“海定则波宁”之义，更名为宁波。这一地名一直沿用至今。随着东南沿海倭寇日益猖獗，明朝政府加强了海禁，同时将岛屿居民迁往内陆，这一措施极大妨礙了宁波的对外贸易。不過葡萄牙人則在双屿港建立貿易據點，規避官方箝制進行走私貿易，後來當局以其關聯海盜活動為由而取締該據點活動。明代万历、天启年间，宁波帮开始崛起，日后逐渐成为全国十大商帮之一。戚继光和俞大猷等多次在宁波作战，對抗倭寇侵擾，為此還建立了相當多的海防设施，遺存後世。

### 對外貿易及對抗倭寇
1370年（明洪武三年），设明州、泉州、广州3市舶司。後出於倭寇滋擾，1374年、1523年、1565年三罢明州（宁波）市舶司，但不久均重新开启。1524年（嘉靖三年）起，葡萄牙人进入双屿港进行走私贸易，港口一时繁荣，葡萄牙人修建住宅，教堂，一度居留上千人。1542年（嘉靖二十一年）明當局以“通番船招致海寇”而取缔葡萄牙人居留區。此后，宁波民间对外贸易日渐衰微，官方贸易反而保持繁荣。官方層面上宁波延续与日本、朝鲜的贸易，中日勘合贸易制度也在那时确立，宁波也成為唯一接受日本进贡的港口。
从明初开始，倭寇不断侵扰宁波，并与本地豪强里应外合，屡有得手。1548年（嘉靖二十七年），朱纨派遣卢镗进攻双屿港，倭寇稍缓，但次年朱纨遭诬贬官之后，倭寇复张。王直更与日本「真倭」合作，屡屡騷擾浙东。1553年（嘉靖三十二年）闰三月，俞大猷部捣毁沥港倭寇据点。1555年（嘉靖三十四年）秋，戚继光调任浙江都司，1559年（嘉靖三十八年）負責訓練官軍抗倭，称戚家军。1558年（嘉靖三十七年），浙江总制胡宗宪诱使王直至杭州，下狱论死。同年七月，王滶从岑港出走，官府長久憂心的倭寇事態也就此告一段落。

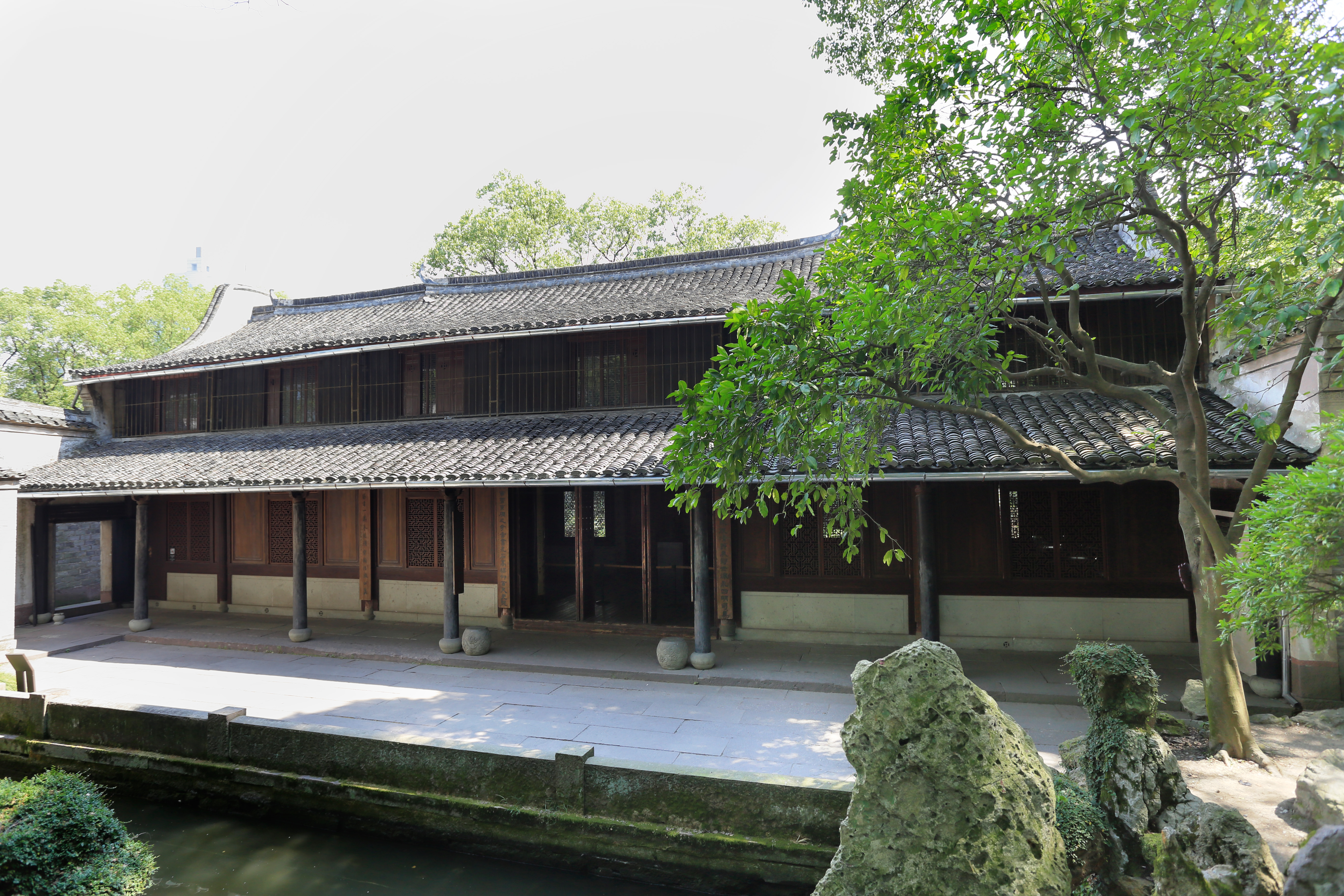
天一阁

### 学术发展与商帮出现
明代，宁波成为浙江各府中考取进士最多的地区。宁海人方孝孺由于反对朱棣靖难而遭“株十族”，对后世儒生产生了重要影响。明代中叶，余姚思想家王守仁推崇濂洛的“身心之学”，创立阳明心学，提出“致良知”、“知行合一”等观念，极大地影响了晚明和日本的思想。1521年（正德十六年）九月，王守仁回余姚，讲学于中天阁，影响了钱德洪等学者。王守仁之后，姚江书院派继承了王守仁的思想，其代表为沈国模、韩孔当和邵廷采。这一学派与刘宗周创立的蕺山学派形成了浙东明末清初最主要的王学流派。1566年（嘉靖四十五年），兵部右侍郎范钦解官归里后建成天一阁藏书楼，为中国现存最久的私人藏书楼。
明代万历年间，宁波商人孙春阳在苏州开设“孙春阳南货铺”。万历、天启年间，宁波商人在北京经营药材、成衣逐渐增多。崇祯年间，位于今天北京市东城区薜家湾的鄞县会馆成立，这标志着宁波商帮开始以一个同乡商业团体出现。

## 清代前期
1645年（清顺治二年），宁波明代官员降清。此后，张苍水在宁波坚持反清长达20年。为了镇压反清运动，清政府颁布迁海令并实施海禁政策。这一政策使得宁波对外贸易损失惨重。直至1679年（康熙二十三年），海禁方才解除，但乾隆年间，重开海禁。在海禁较为松弛的时期，由于日本也实施了锁国政策，因此，经由宁波的中日贸易不如先前那样繁荣，但是宁波与西方国家的贸易却日渐繁荣，早期传教士开始在宁波活动。黄宗羲、全祖望等闻名全国的大学者创立浙东史学，对后世产生了巨大的影响。这一时期，宁波商人作为十大商帮中的重要组成部分，开始影响全国。

### 抗清运动

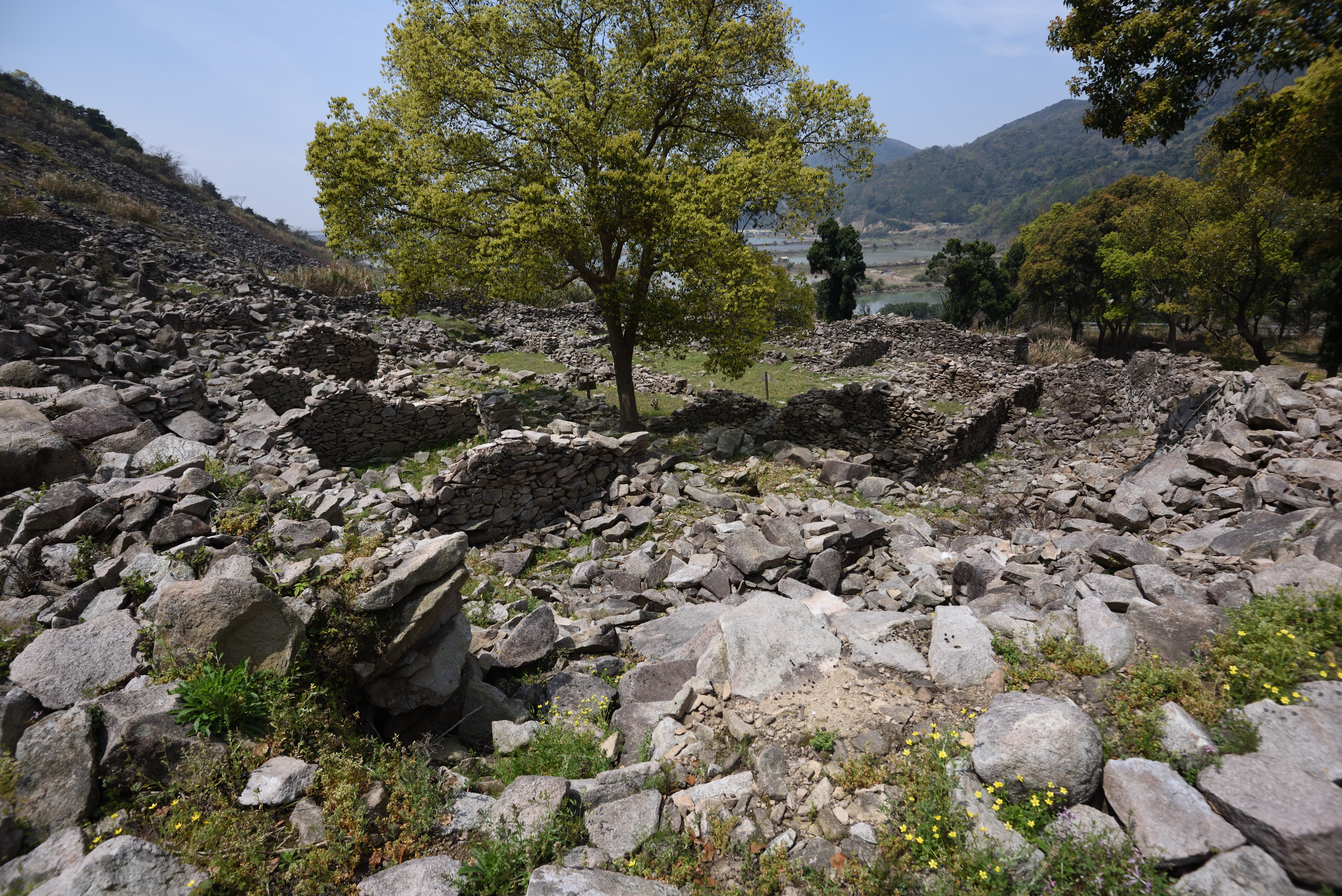
象山花岙兵营遗址，为张煌言抗清据点

1645年（清顺治二年）六月，宁波明代官员降清。同年闰六月，黄宗羲在余姚组织世忠营。与此同时，宁波举人张煌言（号苍水）奉刑部员外郎钱肃乐之命迎鲁王朱以海监国于绍兴。1646年（顺治三年）六月，清军破宁波，鲁王逃往福建。1658年 设宁绍台道，驻宁波。1650年至1659年（顺治七年-十六年），张煌言与郑成功多次试图北伐未果。1661年（顺治十八年），清政府实施迁海令。为避免孤立无援的局面，郑成功東渡台湾建立抗清基地，而张煌言避居南田悬岙，1664年（康熙三年）被捕，为清军所杀。至今宁波仍有苍水街以示纪念。

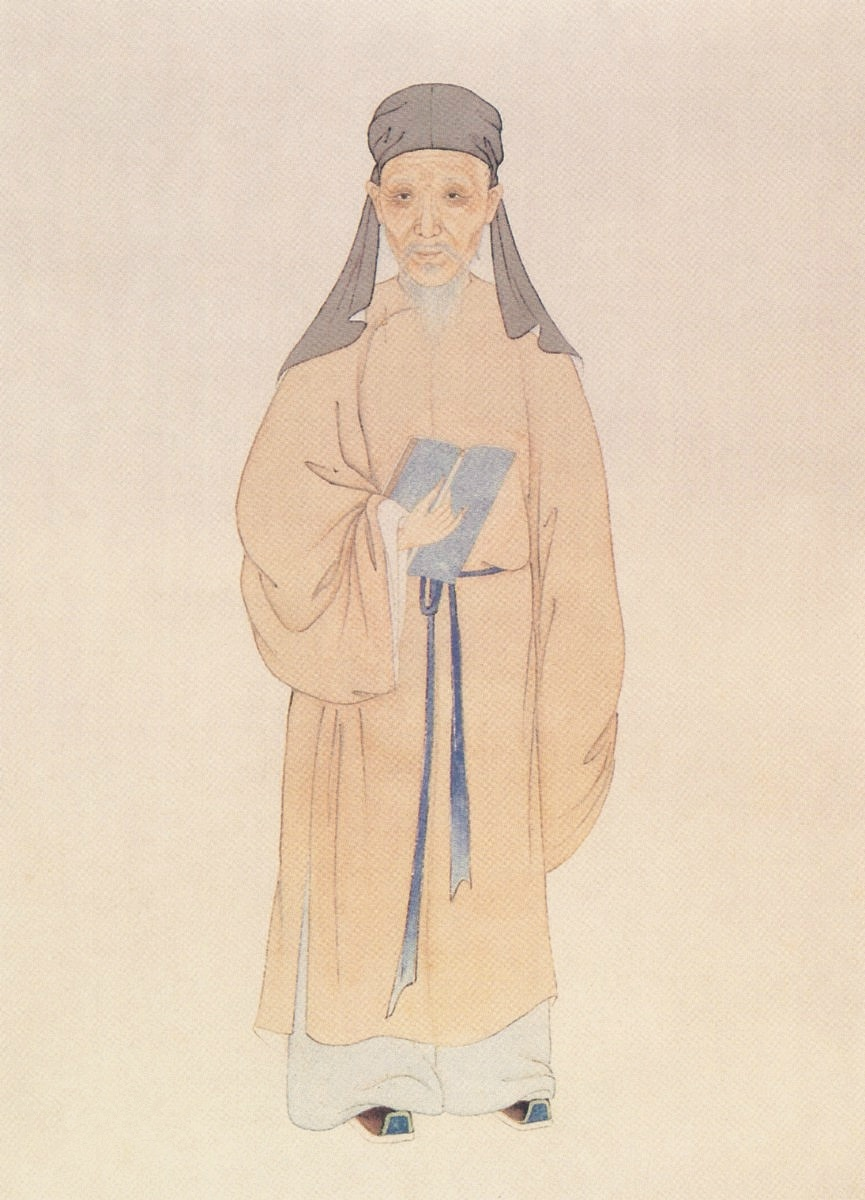
黄宗羲像

### 浙东学派
1659年（顺治十六年），余姚人朱舜水认为反清无望，于是前往日本讲学，被尊为宾师。1663年（康熙二年），黄宗羲抗清失败，于是潜心著作，创作《明夷待访录》，开创清代浙东学派。1668年（康熙七年），黄宗羲讲学白云庄，后与陈赤衷形成甬上讲五经之会，延续八年，上百人参会，影响了万斯同、万斯大、章学诚、全祖望等一批宁波著名学者。浙东史学作为浙东学派的重要组成部分最终形成。

### 外贸兴废
1684年（康熙二十三年），清政府取消迁海令，允许被迁居民返回。同年解除海禁，次年在宁波设立浙海关，收缴关税。1688年（康熙二十七年），日本实行锁国政策，中日贸易锐减，宁波也受到了影响。但与此同时，宁波与西洋的贸易却开始发展。1698年（康熙三十七年），定海建立红毛馆，用于安顿西洋商人。在这一时期前后，西洋人在宁波的贸易和传教活动日渐频繁。但是，清政府对海上贸易的限制颇多，常常有拒绝贸易的情形出现。1756年，乾隆帝改四口通商为一口通商，只准在广东收泊，次年废定海红毛馆。1793年 （乾隆五十八年），英国专使马戛尔尼要求开放天津、宁波为通商口岸，被拒绝。1816年，清廷再次拒绝新任专使阿美士德的请求。1832年（道光十二年）四月，阿美士德号（Lord Amherst）闯入甬江口。依照英国方面的解释，这次航行只是研究是否有除了鸦片以外的货物售往中国。 但是，中国学者多认为，这次航行的目的是为了刺探情报。

### 商帮发展
宁波商帮在清代前期也获得了发展。1667年，宁波人在北京创立钱庄业行会组织正乙祠。1669年（康熙八年），祖籍宁波的乐显扬在北京创办同仁堂。自乾隆以来，宁波人口迅速增加。人多地少的矛盾促使宁波许多人选择了外出经商的道路。乾嘉年间，宁波到上海谋生者日渐增多，沪甬间的沙船业日渐繁荣，宁波钱庄业也开始登陆上海，以李也亭、方建康为代表的宁波商人开始在上海立足。1797年（嘉庆二年），上海四明公所成立。这一机构对日后的上海产生了很大影响。

## 晚清时期

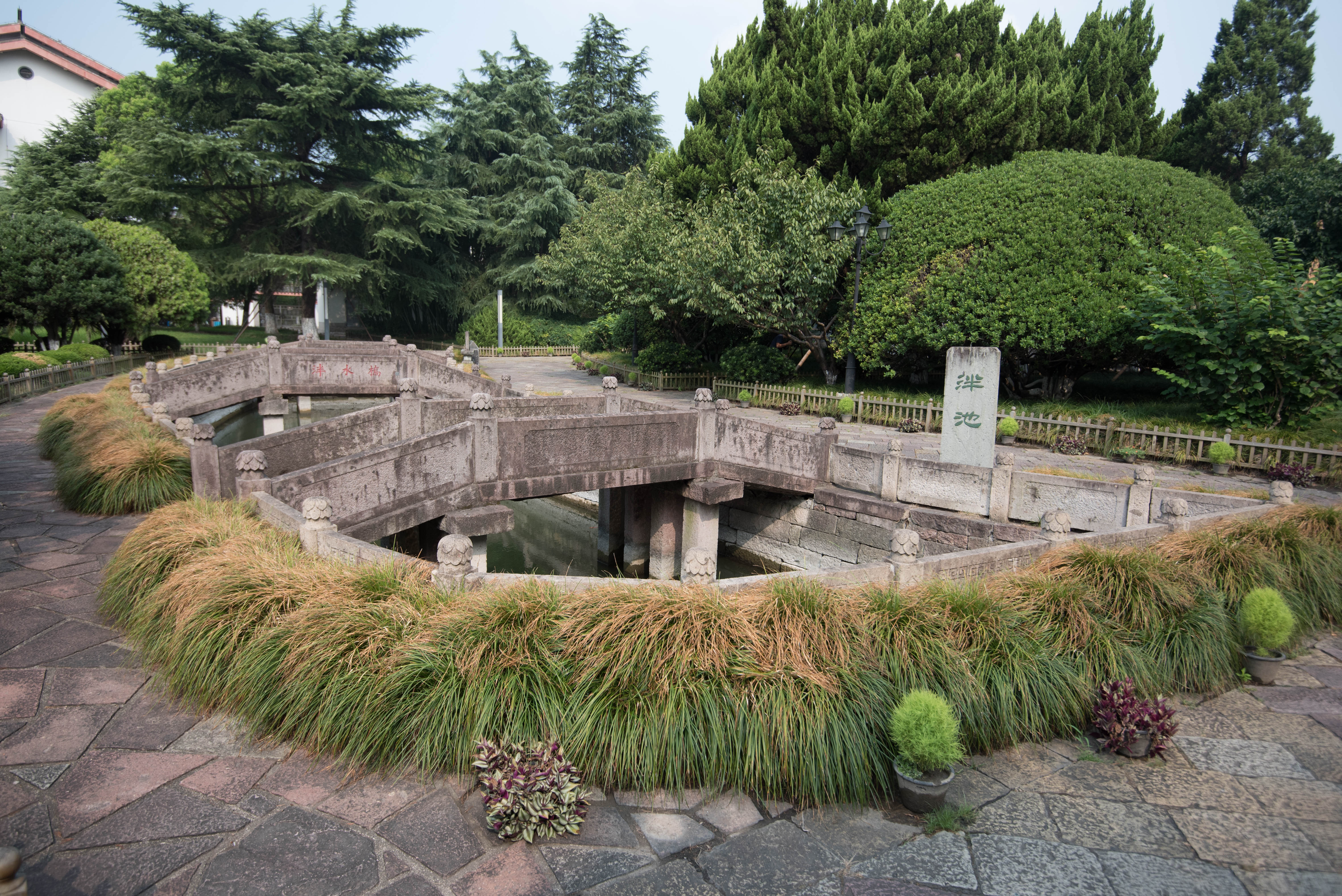
镇海学宫（今镇海中学）泮池，裕谦殉难处

1840年，鸦片战争爆发。一般认为，鸦片战争的战事开始于1840年6月，但是，一批宁波本地学者则认为，鸦片战争的战事开始于1840年7月5日英军进攻定海（时属宁波）。鸦片战争中，定海、镇海和宁波其他地区相继失守，从1840年至1842年，宁波居民利用各种方式进行抵抗。《南京条约》签订后，宁波被开辟为通商口岸。外资的迅速进入、官吏的腐败和太平天国的战乱使得宁波本土经济凋敝。此时，宁波商人大批前往上海，并逐渐在金融和众多实业领域占据领导地位。宁波本地也在西方和洋务运动的影响下逐渐近代化。宁波加强了海防，并在中法战争中取得了镇海之战的胜利。

### 鸦片战争与宁波开埠
1840年（道光二十年）2月20日，英国政府命令乔治·懿律率东方远征军侵华，第一次鸦片战争爆发。6月28日，英国舰队离开广州北上，7月2日到达定海，7月6日定海陷落。钦差大臣伊里布求和，英军撤走。次年，裕谦接替伊里布任两江总督，督办海防。林则徐也在6月10日受朝廷命令，“戴罪立功”，前往镇海协办防务，7月14日革职调往新疆伊犁。9月5日，璞鼎查率英军再犯定海，葛云飞、王锡朋、郑国鸿三总兵殉国，定海再陷。10月10日英军进攻镇海，提督步云逃走，裕谦自杀殉国。英军攻破招宝山和金鸡山，镇海陷落。3天后，宁波府城陷落。三个月后，宁波全境陷落。在宁波陷落到南京条约签订期间，宁波本地反抗不断。其中，以徐保、张小火、钱大才等人组成的黑水党最为有名。1842年3月，奕经率领清军和来自四川嘉绒（今四川省阿坝州金川县和汶川县）的藏族士兵试图收复镇海和宁波府城，但由于军机外泄战败，损失惨重。清军将领朱贵和藏族土军首领阿木穰、哈克里战死。慈城建有高节祠（今朱贵祠）纪念，保存至今。1842年8月29日，中英《南京条约》签订。1844年1月1日，宁波正式开埠。
宁波开埠后，宁波的中外交流以迥异于先前的另一种方式展开。西方殖民者在宁波建立领事馆、医院、印刷厂和教堂。江北设立中国最早的外滩。1862年（同治元年），美国旗昌轮船公司在宁波建造码头，开通沪甬轮船航线。这些设施一定程度上促进了宁波的近代化，但是，西方商品的倾销和官员的腐败使得宁波的社会矛盾日益激化。1844年至1861年，宁波爆发了多次官民冲突和本地民众与西方传教士的冲突。

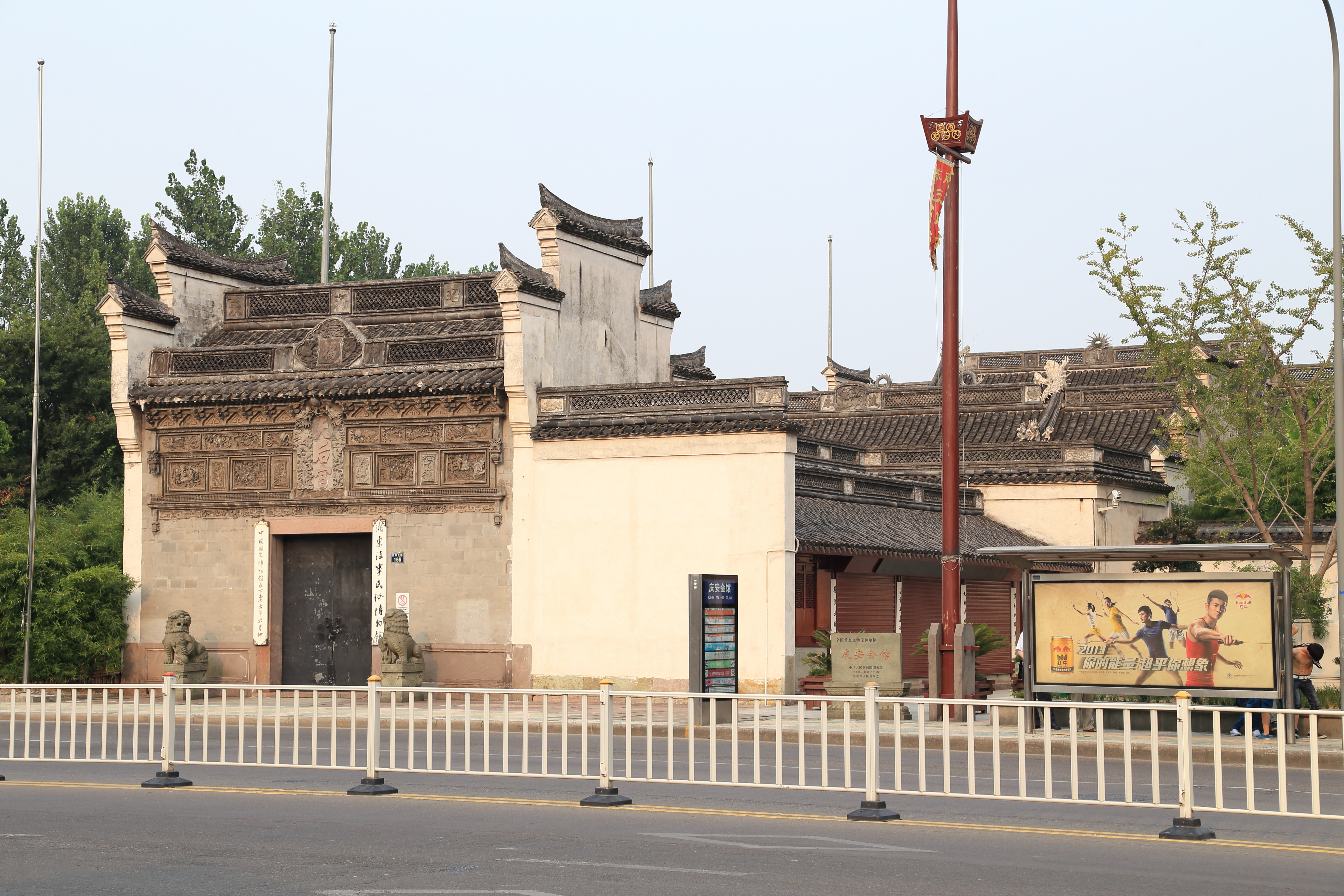
庆安会馆

### 航运与钱庄业
宁波的航运业在当时借助漕粮海运的机会获得了较快发展。1853年（咸丰三年），浙江漕粮实行海运。以此为契机，宁波的“南北号”船帮开始成为南粮北运的主力。 同年，“北号”航运业者在宁波江东建立庆安会馆，祭祀妈祖并商议行业对策。次年，为防备漕运时沙船遇上海盗，李也亭和慈溪人费纶志、盛植琯集资银元7万两购外国轮船一艘，起名宝顺轮，为沙船护航。这是中国自办的第一艘轮船。宁波的民间近代工商业从那时起步。宁波本地钱庄开始出现过账制度，资金收支不必使用现金，而通过钱庄汇转，各钱庄在钱业会馆实行统一清算。从此，宁波传统的钱庄业开始向现代银行业转变。 近代工业和邮政、电报、电影也开始在宁波出现。

### 宁波商帮登陆上海

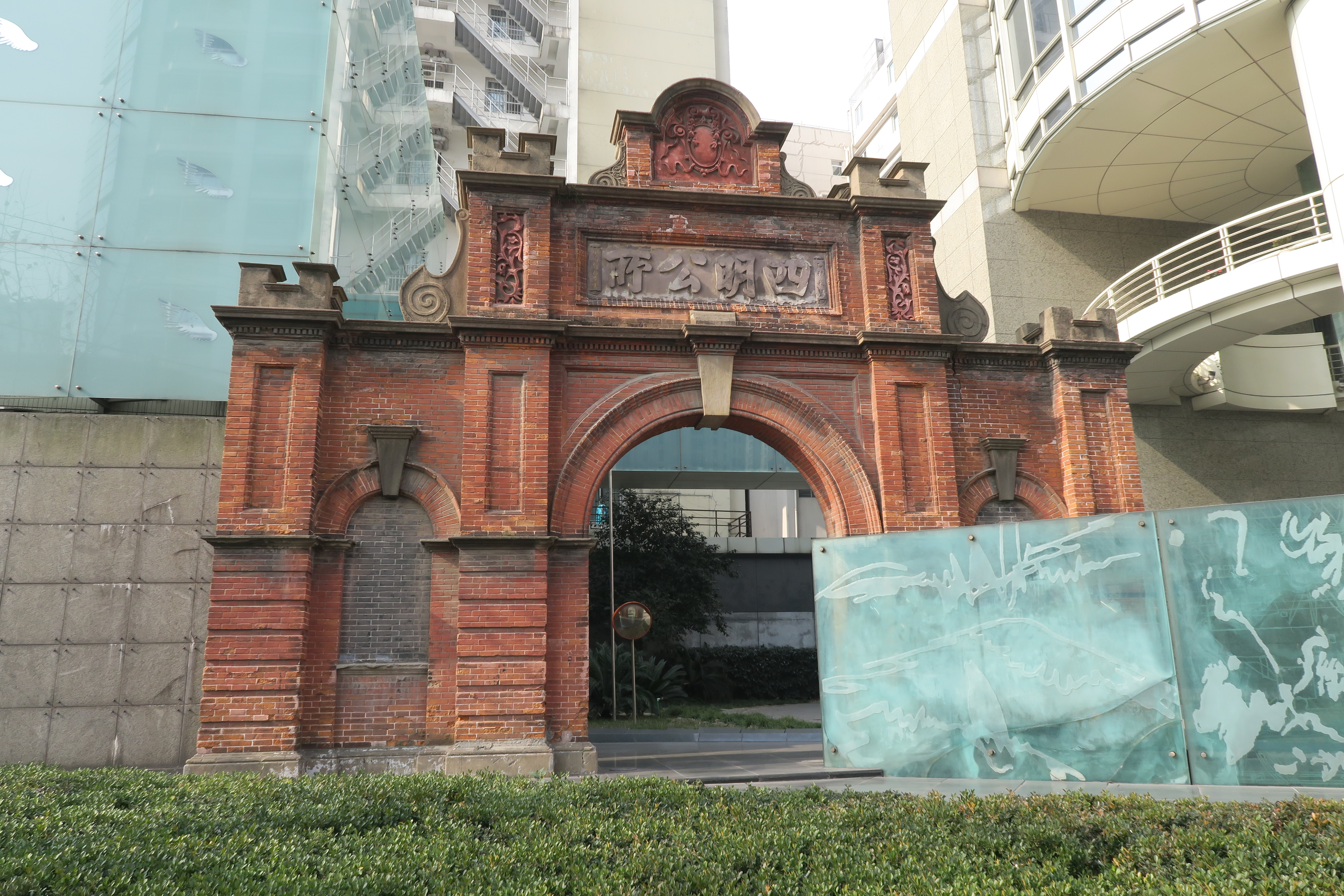
位于今上海人民路的四明公所旧址

尽管宁波在西方和本土人士的努力下发生了巨大的变化，大批宁波人开始转向杭州湾对岸的上海。宁波人丰富的码头经验和商业嗅觉，让他们迅速成为上海滩的主角之一，加之太平天国时期宁波为清廷东海重镇，地处浙东北一隅，又有英法租界势力，所以较之江浙其他地区当地经济损害较小，宁波商帮迅速成为了上海乃至江浙地区商业活动的主导势力之一，为江南地区由漕运时代步入海洋时代作出了不可磨灭的贡献。 。上海九大钱庄资本家族集团中的五家是宁波人。一部分宁波人开始担当洋商的买办，但更多的人获得资金后开始投身民族工商业。1854年，镇海人叶澄衷前往上海，先后做过学徒，摇过舢舨。1862年，建立“老顺记”杂货店，到清朝末年，成为上海“五金大王”，涉足商业、地产、工业、金融业等多个领域。 另一位著名的商人是虞洽卿。1881年，虞洽卿在上海做学徒。11年后担任买办。1906年开始，虞洽卿决心投资实业，先后创办四明银行和三家轮船公司，在沪甬航线上打破了外国轮船公司的垄断。 清末，奉化和鄞县的红帮裁缝也开始进入上海。 据统计，清末进入上海的宁波人已达四十万。19世纪末，宁波同乡会与上海法租界发生两次四明公所事件。特别是第二次四明公所事件，在严信厚、叶澄衷等四明公所董事的提议下，全体旅沪宁波人一度停工罢市抗议，并发生流血冲突，迫使法租界当局保留四明公所地产。 这一事件也从另一个侧面说明宁波帮在上海的实力。

### 太平天国
1861年12月9日，太平天国起义军占领宁波，建立太平天国政权，并将原被英国人把持的浙海关收归国有，在慈城击毙洋枪队领导者华尔。在攻打宁波的过程中，太平军杀死无辜百姓的行为被驻宁波英国领事披露。1862年5月10日，因遭清军和英法联军围攻，太平天国从宁波府城撤退，次年3月12日完全撤出宁波。

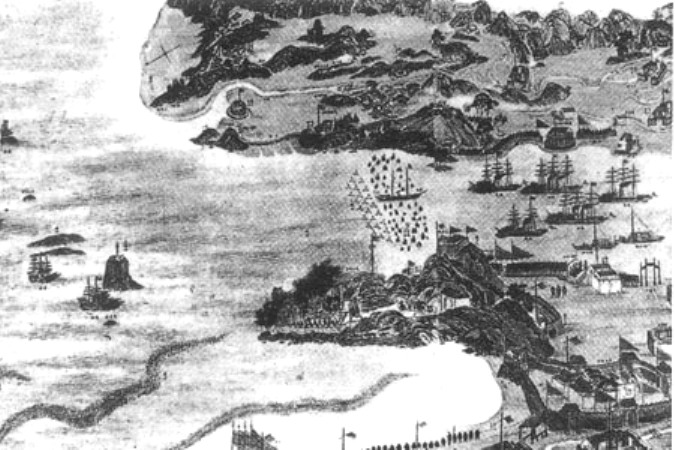
中法战争镇海之役

### 镇海之战
中法战争时期，中国在宁波取得了镇海之役的胜利。1877年至1883年，镇海口两岸建成多座炮台。1884年，浙江巡抚刘秉璋巡视定海、镇海，完成镇海和甬江口布防，依照国际惯例告示各国商船。1885年，宁波府至镇海前线的电报开通。1885年（光绪十一年）2月12日，法军将领孤拔率法舰7艘侵入大戢洋面。3月1日至3月20日，屡次进攻镇海口，均被击退。6月26日，法舰撤退，8月20日，宁波口岸启关通航，镇海之役取得胜利。

### 教育事业

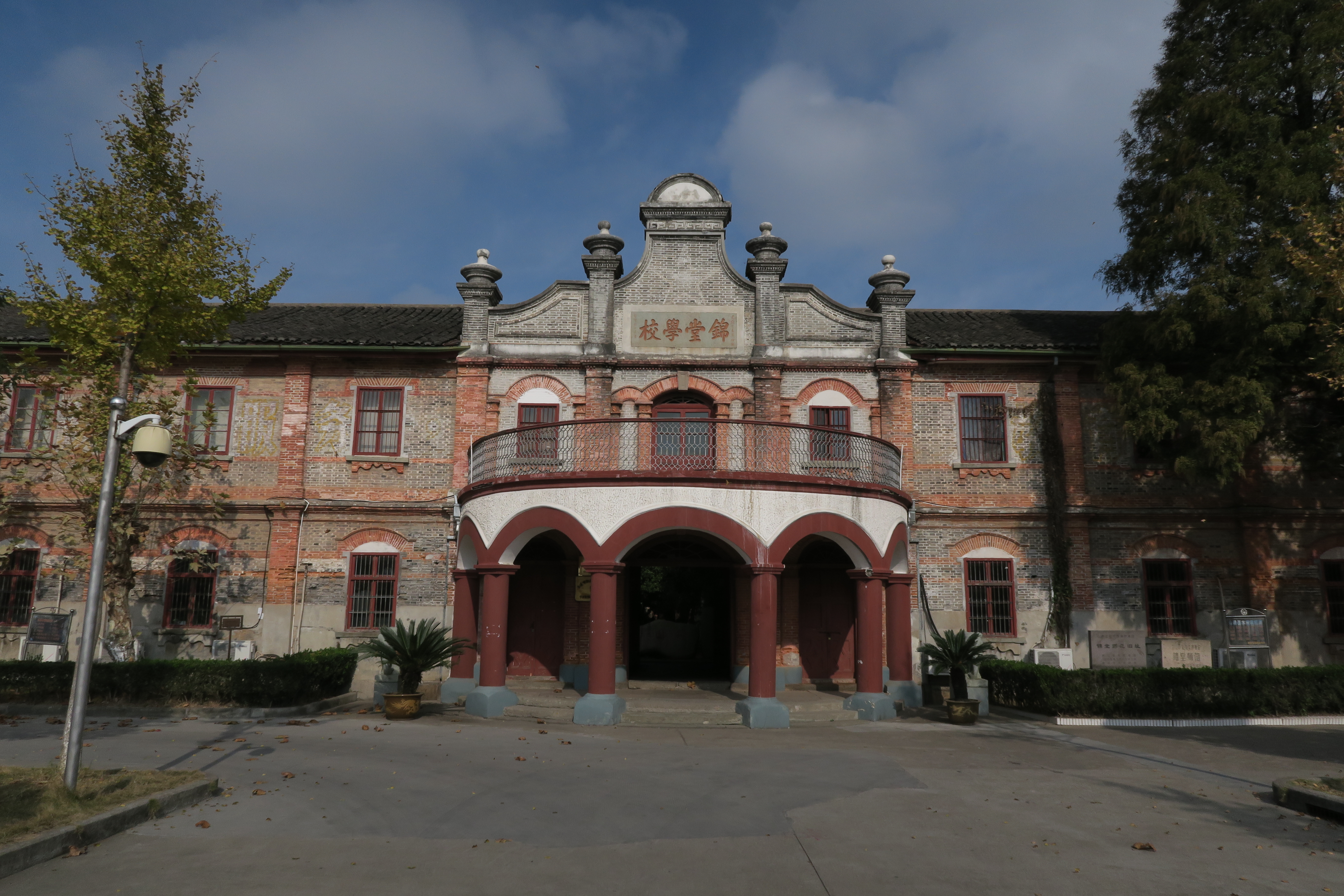
慈溪锦堂学校旧址

宁波商帮反哺家乡，创办教育事业也从这一时期开始。1871年（同治十年），叶澄衷筹资创办叶氏义庄，1906年（光绪三十二年）更名为叶氏中兴学堂，向外族孩童免费开放，培养出邵逸夫、包玉刚、赵安中等一批杰出校友。1909年（宣统元年），慈溪旅日华侨吴锦堂出资创办的锦堂学校建成开学，后改为锦堂师范，至今保存。

### 宁波光复
1911年（宣统三年）8月，同盟会宁波支部成立。10月10日，武昌起义爆发，史称辛亥革命。11月5日，宁波光复。11月11日，象山县光复。自此，宁波全境光复，进入中华民国时期。

## 中华民国时期

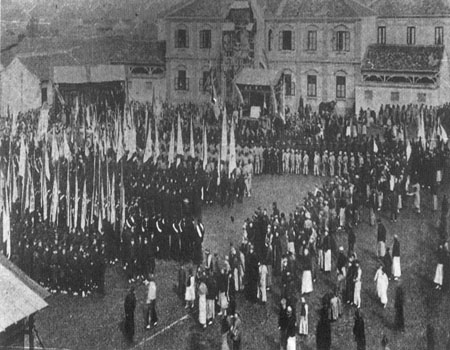
宁波各界举行提灯会，庆祝中华民国成立

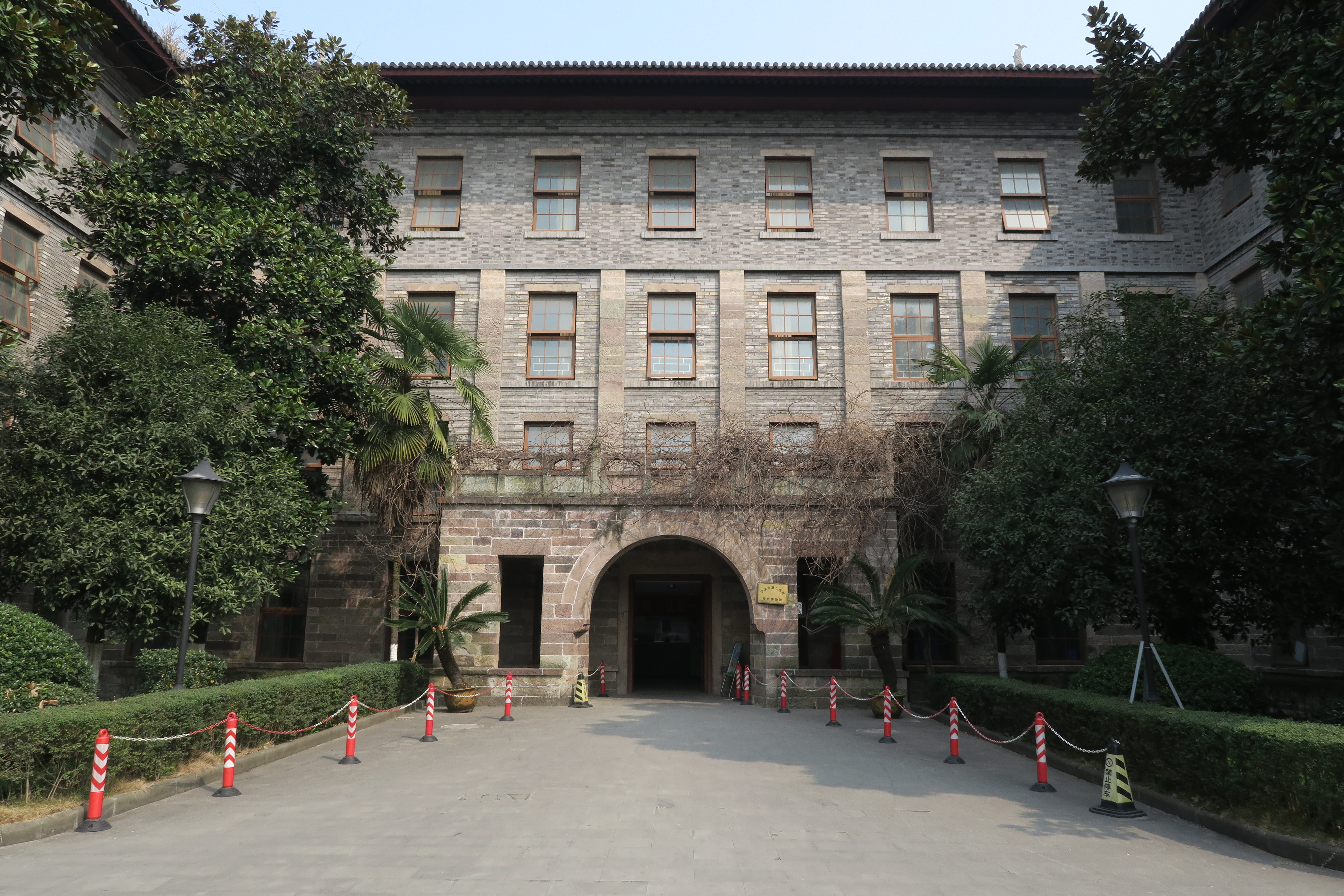
宁波华美医院（今第二医院）旧址，建筑下半部分为宁波旧城墙城砖

中华民国时期，宁波经历了巨大的动荡。民国初年的军阀混战使得宁波政局一度不稳。抗日战争时期，日军在宁波实施细菌战，造成宁波市中心死亡百余人。面对侵略，宁波人也进行了反抗。国货运动在彰显宁波人爱国热情的同时，也帮助宁波本土商人获得发展机遇。在上海的宁波商帮也经历了较大的波折。抗战前宁波商人曾拥有发展的黄金时期，但是，随着日本对上海的渗透，宁波商人的经济地位开始走下坡路。抗日战争结束后，一部分宁波商人开始迁往香港、台湾和美国，继续发展。

### 民国初年
1912年1月，宁波举行集会，庆祝中华民国成立。民国初年，宁波有过短暂发展时期。在这一时期，宁波各种基础设施有了较大改观。宁波地方政府“堕城垣，兴市政”，拆除了旧城墙，同时，政府和民间兴建了大批市政设施。 宁波（四明）电话公司、曹甬铁路、永耀电力股份有限公司等现代化城市服务设施相继建立。1916年8月底，孙文考察宁波，在当时的浙江省立第四中学（今宁波中学）发表讲话，鼓励商人积极经营并敦促宁波改善市政。但是，在同一时期，军阀混战也给宁波带来了动荡。1913年7月20日，宁波宣布独立以响应二次革命，不久取消。1917年，军阀蒋尊篮、周凤岐等人宣布宁波“自主”，与浙江省督军杨善德军队交火，周凤岐溃军进城抢掠。1927年1月至2月，国民革命军击败孙传芳部军阀，进入宁波。同年3至7月，由于国民党清党，宁波也发生了一系列国共之间的冲突，其中的一些冲突直接由蒋中正领导。这些动荡直到20世纪30年代方才有所缓解。

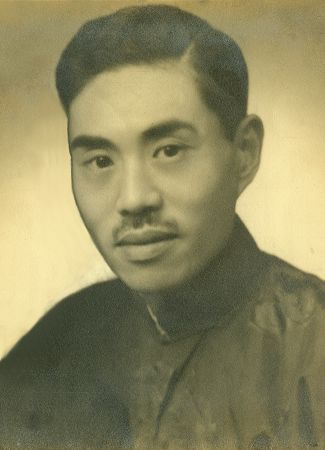
中国近代工业先驱方液仙

### 国货运动
由于日本等国对中国的经济掠夺进一步加深以及五四运动等青年运动的影响，宁波和旅沪宁波人发动了大量抵制日货的活动。由于抵制洋货和第一次世界大战的共同影响，宁波商人的经济势力得到了较大的扩张。项松茂、方液仙等在自身积极参加抵制洋货运动的同时，更通过自身努力提高国货的市场竞争力。 这些努力，相当程度上为中国的民族工业奠定了基础，也为民族企业家自身积累了财富。 宁波商人在上海的实业运动也影响了宁波本土。大批爱国人士开始从事抵制洋货、宣扬国货的运动。

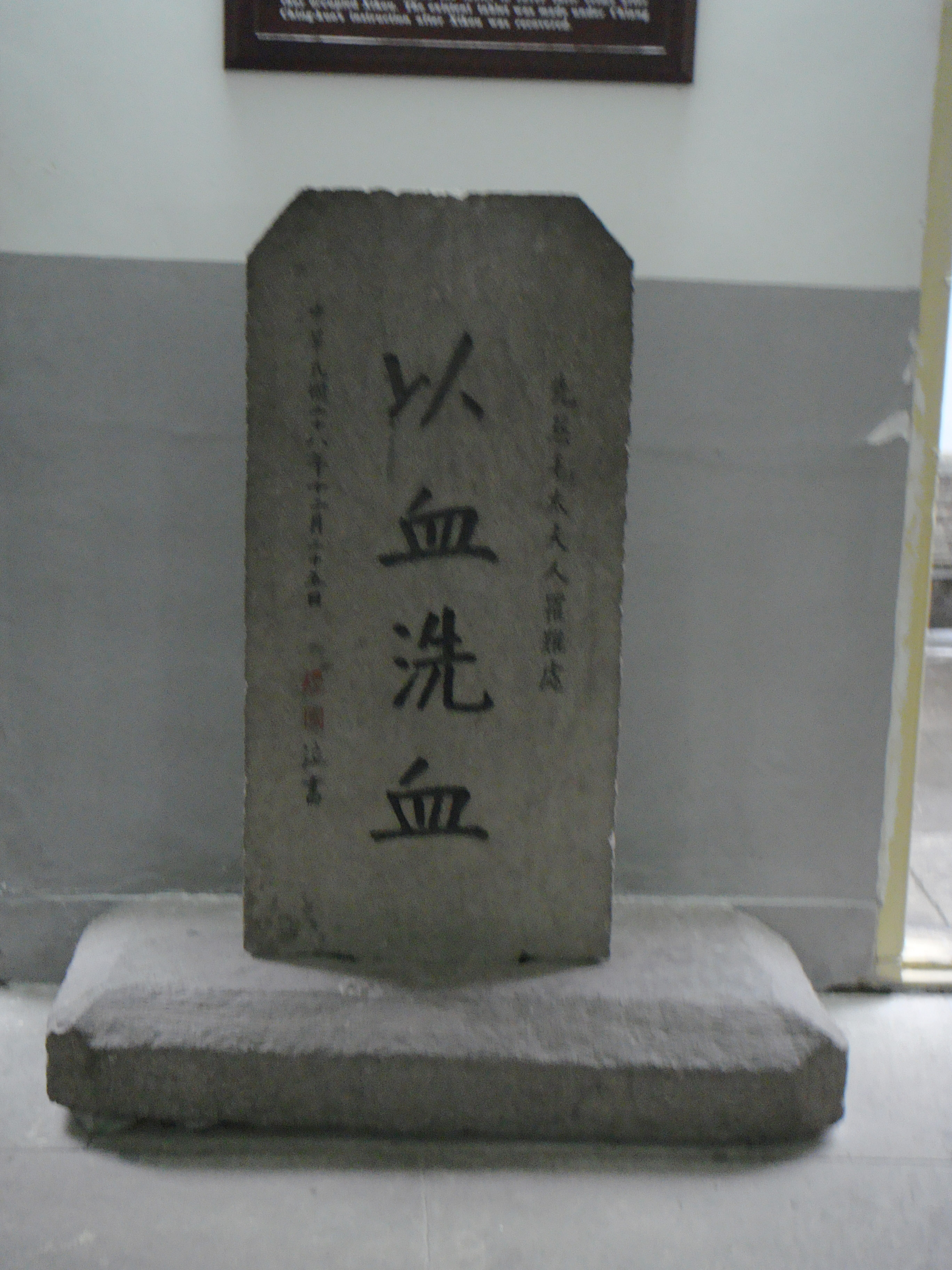
蒋经国手书“以血洗血”，摄于溪口小洋房

### 抗日战争时期
宁波的短暂的繁荣并没有继续。1932年1月18日，上海发生了一·二八事变。 由于拒不与日军合作，项松茂被日军处死，旅沪宁波人开始在宁波旅沪同乡会组织下返回宁波。对日军的进攻，尽管国民政府采取了应对措施，蒋中正亲自视察镇海招宝山要塞，栎社军用机场、镇海南洪军用机场建立，但是，1937年7月7日卢沟桥事变后，日本开始全面侵华，8月16日即开始轰炸宁波。当年建成的沪杭甬铁路宁波段不得不全线拆除。1938年，在杭州已告沦陷的情况下，宁波开始布防。次年6月23日，定海被攻占，宁波港封港，货物改走镇海。在日军轰炸下，12月12日，居住在奉化溪口的蒋经国生母毛福梅遇难。1940年10月27日下午2时20分，日本荣字第1644部队在宁波东后街、开明街一带播撒携带鼠疫病原体的面粉、麦子、跳蚤，致使上百人丧生。11月30日，为防止疫病传播，鄞县政府将这一带137间房屋烧毁，称为“鼠疫场”。

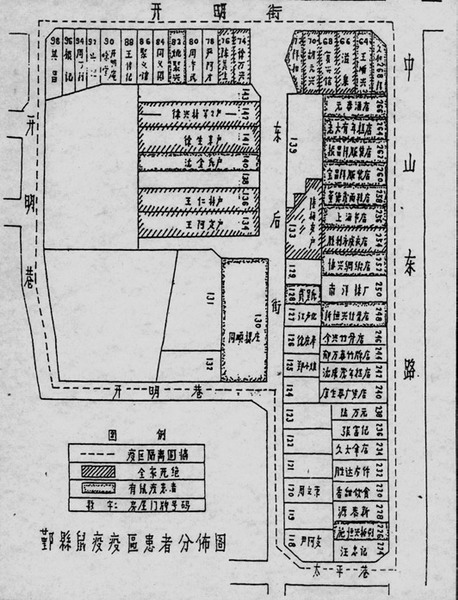
1941年宁波鼠疫罹难者分布

1941年4月15日起，日军开始大规模侵入宁波，4月19日，镇海被攻占。4月20日，宁波城区被攻占。4月23日，宁波全境除象山外均被攻占。为了继续抵抗日军占领，国军成立了四明山游击司令部，后改名为宁奉游击指挥部。1942年8月13日，中国共产党领导的中共武装浙东游击司令部在慈溪成立，后其下辖的三支队、四支队进入四明山区，五支队留在慈溪进行抗战，这支队伍也被称为“三五支队”。这两支部队都对日军采取了抵抗措施。抗战期间，宁波本地居民也为国际反法西斯战争做出了贡献。1942年4月18日，参加杜立德空袭返航的2架美军轰炸机坠落在象山附近海面，部分飞行员被民众救起。

### 国共内战时期
1945年8月15日，日本无条件投降。9月17日，国军接收宁波。然而，战后的宁波并不太平，国共之间的摩擦时有发生。1948年年中，与全国的情形一样，宁波发生了严重的通货膨胀，法币贬值。金圆券改革失败之后，通货膨胀更加严重。严重的金融危机冲击了国民政府的统治基础。北方的战事使得大批海上宁波人迁回宁波。在这一过程中，发生了江亚轮爆炸沉没的惨剧，超过3000人遇难，成为中国近代死亡人数最多的海难。 不同于中国大陆的是，战后，世界经济开始恢复和发展。以董浩云、应昌期为代表的一批宁波帮人士开始前往香港、台湾和美国，继续发展壮大自己的实力。
1949年1月，蒋中正下野，居住于溪口。4月25日，蒋中正在拜别母亲王采玉陵墓后，与蒋经国从象山乘坐太康舰离开宁波前往上海，从此再也没有回到故乡。5月25日，宁波城区被中国人民解放军占领。6月5日，宁波专署成立，宁波进入中华人民共和国时期。

## 中华人民共和国时期
中华人民共和国成立后，宁波行政区划发生了较大变化。同时，原有的许多制度被废除。文化大革命时期，余姚发生了长时间的武斗。改革开放后，宁波经济开始依托港口迅速发展，逐渐进入中国大陆各城市前列。进入21世纪，宁波已经成为长江三角洲经济区重要的经济中心。在海外取得成就的宁波帮人士此时也在包玉刚等人的带动下开始支持家乡建设。随着经济体制的转变，宁波创造了集体经济与民营经济混合发展的“宁波模式”。

### 制度与行政区划变迁

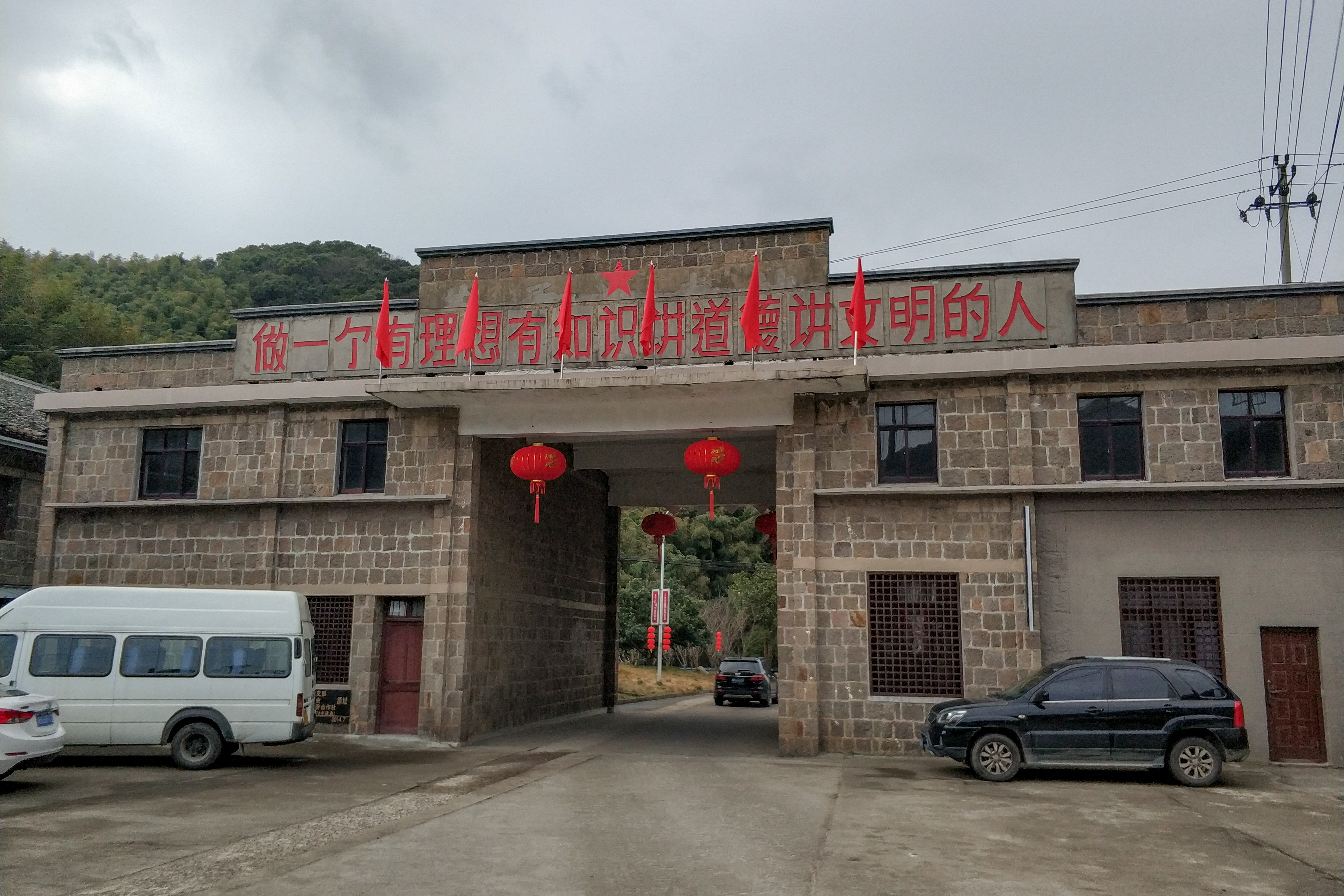
鄞州区勤勇村凤仪门，为“农业学大寨”运动时期建造的建筑

1949年5月，中国人民解放军入浙东，鄞县城区建置宁波市。6月，宁波专署成立。国军在1949年到1950年间多次轰炸宁波，造成大量平民伤亡，江厦一带建筑损毁严重，曾经一度兴盛的宁波天妃宫在战火中被炸毁。与此同时，在中国共产党主导下，具有新民主主义和社会主义特点的共青团、农会、工商业联合会、居民委员会等组织相继建立。1950年，土地改革试点开始。1953年，公私合营开始推行。自此，国家计划经济体制逐步建立。在这一过程中，一部分政策在民众中造成了不满。 由于当时宁波周边部分岛屿仍未被解放军占领，解放军以宁波为基地，进行了占领定海、渔山列岛和一江山岛的战役。20世纪70年代，东海舰队司令部由于林彪的一号命令也从上海迁往宁波。
宁波的行政区划在当时发生了巨大的变化。1949年11月1日，调整原鄞县、镇海、慈溪所辖区域，镇明、海曙、江东、江北4区公所成立，后形成宁波中心城区。1952年，原属台州的宁海县改隶宁波专署，后几经调整，于1983年隶属宁波市至今。1953年6月3日，定海县划归舟山专区，1987年成立舟山市。1954年10月15日，调整余姚和慈溪所辖区域，划原镇海、慈溪、余姚北部地区建立新慈溪县，治浒山镇。慈溪原县治慈城镇归属余姚县，后改为归属江北区。1984年，原镇海县成立镇海区和滨海区。1987年7月4日，滨海区更名为北仑区。2002年，鄞县撤县设区成立鄞州区，2016年鄞州、海曙、江东三区整合，依奉化江拆分为新鄞州区和新海曙区。同年，奉化撤市设区。
中华人民共和国成立后的前30年，宁波与中国大陆其他地方一样，经历了各种政治运动。从三反五反到大跃进，一直到文化大革命。1956年5612号台风登陆之时，由于强调“抗台保丰收”，政府并没有采取有效的疏散措施，导致象山县近3500人死亡。文革期间，1967年7月19日开始，余姚发生两派“造反派”武斗，导致8月24日开始，萧甬铁路余姚段中断近一月，双方互有死伤，直到1969年4月方告结束。然而，十年“文革”给宁波带来的不单单是破坏。1974年1月，镇海港开始建设，宁波港开始转变为河口港。7月，镇海炼化开始建设。

### 改革开放与经济发展

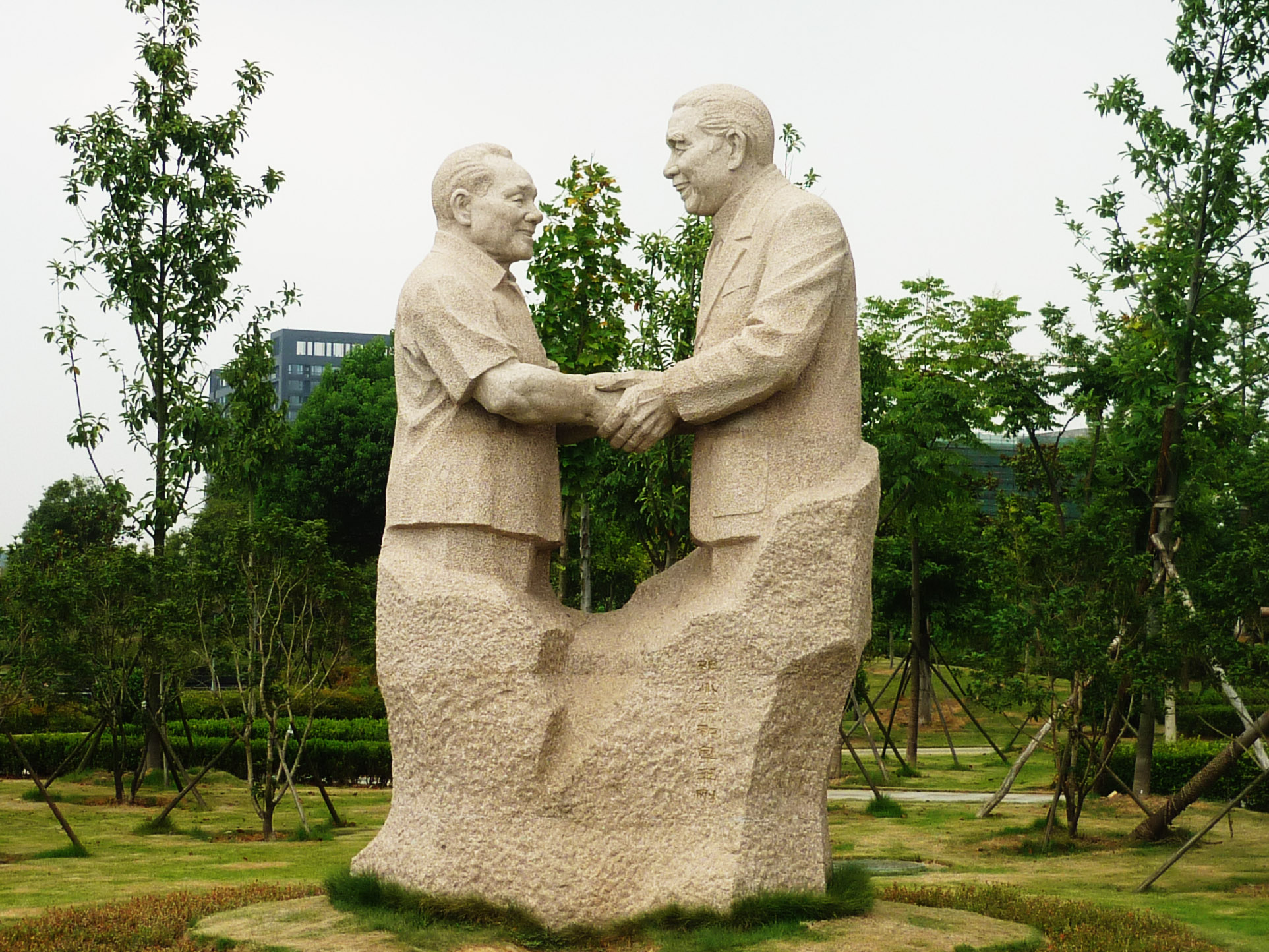
邓小平会见包玉刚像，摄于宁波商帮文化公园

改革开放后，邓小平曾多次会见包玉刚等宁波帮人士。1984年8月1日，邓小平在北戴河提出，“把全世界的‘宁波帮’都动员起来建设宁波”。1985年11月，国务院宁波经济开发协调小组成立。1987年2月，宁波被列入计划单列市。5万多名海外“宁波帮”人士帮助宁波建立了一批卫生、文化、教育设施并进行投资。与此同时，随着中国大陆对私人经营政策的放开，宁波本土的商人和政府官员创造了介于温州模式和苏南模式之间的“宁波模式”。乡镇企业在获得一定的发展后纷纷转制成为私营企业。同时，在原有乡镇企业的带动下，宁波的私营经济也获得了较快的发展。1999年，宁波民营经济占经济总量的80%，而在1996年，这一数字仅仅是20%。
与此同时，宁波的港口也出现了较快的发展。北仑港的修建使得宁波港从河口港成为海港，并跻身世界一流港口的行列。2005年12月20日，宁波港与舟山港联合，成立宁波舟山港。2009年，宁波舟山港海上货物吞吐量已经超过上海港，成为全国第一。与此同时，临港工业成为宁波经济的一大支柱，其产值达到全市经济总量的三分之一。
2010年6月，中华人民共和国国务院发布长江三角洲地区区域规划，将宁波定位为“先进制造业基地、现代物流基地和国际港口城市”。